# プリキュアシリーズ
プリキュアシリーズは、2004年より朝日放送→朝日放送テレビ（ABCテレビ）、ABCアニメーション、ADKエモーションズ、東映アニメーションの制作により、テレビ朝日系列で放送されている、日本の女児向けテレビアニメシリーズ。

## 概要
本シリーズは、テレビ朝日系列の日曜8時台後半にて、朝日放送→朝日放送テレビ制作によるテレビアニメとして制作されているもので、『明日のナージャ』（2003年 - 2004年、以下『ナージャ』）の後番組として『ふたりはプリキュア』（以下『無印』）が放映されたのが始まり。市街戦中心でマーシャルアーツを用いた肉弾戦主体のアクションを行う作品が多く、友情やヒーロー物としての周囲の人間関係の過程や成長を描く事に重きを置いた作劇が特徴。ジャンルとしては女児向け変身 (ヒーロー)・アクションアニメに類するものである。生みの親として、プロデューサーの鷲尾天と演出家の西尾大介（いずれも東映アニメーション所属）が挙げられる。
監督・演出家として第一線で活躍する西尾大介を中心に、プリキュアの基本理念が確立。キャラクターデザインの稲上晃は、鷲尾からの「目が大きくて顎の無い流行りの顔立ちに反発すること」、西尾からの「目元の鋭さや凛々しさ、服の着こなしや立ち居振る舞い、格闘に支障のない機能性ある服装、要所でリアリティのある骨格」を意識するという反骨精神的な要求に応え、プリキュアの基本的なデザインを打ち立てる。以降座組を変えながらも20年以上にわたりシリーズを重ね、2025年放映の『キミとアイドルプリキュア♪』（以下『キミとアイドル』）で22年（作品）目となる。
西尾はシリーズ2年目である『ふたりはプリキュアMaxHeart』の最終回を最後にシリーズディレクターを降り、鷲尾はシリーズ5年目となる2008年放送の『Yes!プリキュア5GoGo!』（以下『GoGo!』）をもって5年間務めたプロデューサー職から退いた。次作の『フレッシュプリキュア!』（以下『フレッシュ』）からは梅澤淳稔が務める。鷲尾は「一人の人間が居座るのはよくないと思い交代した」と後日談で語っている。その後梅澤と柴田宏明まで連続して複数年務めた後、神木優と内藤圭祐がテレビシリーズとレギュラー映画を交互に務めた期間を経て、『スター☆トゥインクルプリキュア』から『デリシャスパーティ♡プリキュア』までは単年度で毎年交代、『ひろがるスカイ!プリキュア』（以下『ひろがるスカイ』）『わんだふる』では髙橋麻樹が連続して担当している（プロデューサーを含めたスタッフの詳しい変遷は「作品一覧」を参照）。また、鷲尾はプロデューサー退任から7年後の『Go!プリンセスプリキュア』より企画として復帰し、以降の作品でエグゼクティブプロデューサー的な立場で同職を担当している。
1990年代中頃より、テレビ朝日系列の日曜8時台後半では、『ナージャ』のように幼児から小学校中学年までの女児をターゲットとした柔和なアニメ作品が多く放映されていたが、当時女児向けアニメはおろかアニメそのものに疎かった鷲尾は「自分のやりたいことをやる」と開き直り、従来にとらわれない新たな作品を開拓する。仮面ライダーシリーズやウルトラマンシリーズが放映されていた世代である鷲尾は、「とりあえず変身して戦うのがかっこいいだろう」という発想から、同時間帯で放送されていた『ママレード・ボーイ』『花より男子』などの恋愛系、『夢のクレヨン王国』『どれみ』シリーズなどのファンタジー系とは逆の「戦い」をメインとするべく、『ドラゴンボール』『エアマスター』などで頭角を現した西尾にシリーズディレクターを依頼。前述した変身して戦うという概念、それに映画『48時間』や『ダーティハリー』、ドラマ『白バイ野郎ジョン&パンチ』といったバディ物の構造を取ることで新しいアクションが模索された。また鷲尾は「幼児期の男女に差はほとんどなく、公園や幼稚園では男女関係なく飛び跳ねて遊びたいはず」という考えから、企画書に「女の子だって暴れたい」と書いたという。メインターゲットの好む物のリサーチにおいて、『セーラームーン』の研究も行われたが「『セーラームーン』と同じことをしても今の時代に受け入れられるわけではない」とし、『無印』及び『MaxHeart』をそれらのカウンターとして位置付けた。女の子らしい華麗さをメインとするのではなく、あくまで香港映画のような激しい接近戦という意味で変身アクションを志したという。一方で、西尾は性別によってターゲットを限定するようなマーケティングに対する強い警戒心も見せており、総体としてこれまでの戦闘物や女児向け作品に対する強い批判性を含みながら、同作品に挑んだことが窺える。
1シリーズの放送話数は原則番組単位として1年ごとにリセットされており、各シリーズ間には『映画 プリキュアオールスターズ』シリーズなどのクロスオーバー映画を除き、同じテレビ朝日系列で日曜朝に放送されている仮面ライダーシリーズやスーパー戦隊シリーズと同様に、登場人物や世界観などの連続性はない。放送期間は朝日放送→朝日放送テレビをはじめとするテレビ朝日系列を基準として、毎年2月から翌年1月までの1年間（4クール）となっており、話数は作品によって差異はあるが概ね49話前後である。『GoGo!』で、『おジャ魔女どれみ』（1999年 - 、以下『どれみ』）シリーズが持っていた、日曜8時台後半での通算最多話数（全201話）の記録を塗り替え、21年目の2024年に放送された『わんだふるぷりきゅあ!』（以下『わんだふる』）で、シリーズ通算話数1000回に達した。メディアミックスも盛んに行われており、アニメを中心として映画・漫画・ゲーム・ミュージカルなど幅広く展開されている。また、劇中に登場するアイテムは玩具として商品展開されている。
「プリキュア」というタイトルの由来は、格闘とは相反する「プリティー（PRETTY＝かわいい）＋キュア（CURE＝癒す・治す）」を合わせた造語であり、この名前に至るまで相当の時間を要したという。タイトルロゴの下に英字（ラテン文字）も併記されているが、作品によりスペルが異なっている。
スペルは以下の2種類ある。
1. PRETTY CURE
『無印』から『フレッシュ』までのスペル。しかし『Yes!プリキュア5』（以下『5』）と『GoGo!』は表記なし。
『ハピネス』放映時に設定された10周年記念ロゴはこちらが使われている。
2. PRECURE
『ハートキャッチプリキュア!』（以下『ハートキャッチ』）以降のスペル。『ひろがるスカイ』では表記なし。

他方で、『ハートキャッチ』以降も上記の記念ロゴのように1.が使われる場合もあり、頭文字のみ大文字の場合もある。また『無印』のオープニング曲「DANZEN! ふたりはプリキュア」には「プリティでキュアキュア」、『5』のオープニング曲「プリキュア5、スマイル go go！」には「プリティー キュキュキュキュア」の歌詞が織り込まれている。
本シリーズに登場する戦士の名前は「キュア○○」に統一されている（一部例外あり。詳細は後述の「シリーズの特徴」を参照）。しかし、前述した仮面ライダーのように共通しているのは名前だけであり、あくまで物語に関しての繋がりは一切ない。
人数は、『無印』ではタイトル通り2人のバディであり、変身や必殺技（決め技・浄化技）は「必ず2人一緒」がコンセプトとなっている。続編の『ふたりはプリキュア Max Heart』では物語の中盤に2人に助太刀する戦士シャイニールミナス（追加メンバー）が登場するが、作り手に明確な意図がありプリキュアには該当しないキャラクターとして位置付けられている。その後の『ふたりはプリキュア Splash Star』においてもバディ形式を継続するが、前述の通り登場人物や舞台が一新されまったく別の物語となる。そして『5』ではスーパー戦隊のように5人のチームとなり、さらに続編の『GoGo!』からは『スマイルプリキュア!』（以下『スマイル』）を除き、物語の途中で追加メンバーが登場するのが主流になる。そのため自ずと人数も増え、総数は2025年6月に登場した『キミとアイドル』のキュアキッスで87人目になる。この人数は、「レギュラープリキュア」もしくは「プリキュアオールスターズ」と括られている人物のみのカウントであり、これに該当しないプリキュアを含めるとさらに多くなる（詳細は「シリーズの特徴」を参照）。
本シリーズは主に3歳から8歳までの女子を中心に人気のシリーズとなっている。バンダイが月次でアンケート調査を行っている「バンダイこどもアンケートレポート」によると、毎年6月に定期的に行われている「お子様の好きなキャラクターは何ですか？」とのアンケートにおいて、シリーズ開始の2004年が女子4位、2005年以降の6年間、継続して女子上位3位以内にランキングされている。また、年齢別集計では、女子 3 - 5歳で2004年以降継続して1位、女子 6 - 8歳では2004年および2006年以降で継続して1位を維持している。3歳から8歳までの女子に人気であるという傾向は、「1日だけ何かになれるとしたらお子様は何になりたいですか？」「お子様が“変身”してみたいものは何ですか?」「お子様の好きなテレビ番組名」などのアンケート結果においても同様となっている。
公式の略称としては「○○プリ」（例として『ドキドキ!プリキュア』→「ドキプリ」）または「プリ○○」（『キラキラ☆プリキュアアラモード』→「プリアラ」）の2種類が存在し、番組のX（旧Twitter）やInstagramなどのソーシャル・ネットワーキング・サービス（SNS）のアカウントやハッシュタグにも用いられている。
本シリーズのナンバリングタイトルおよび本項目限定の略記を下記に記し、1作品単独のレギュラー映画に関しては略記の頭に『映画〜』と付する。また、各作品のモチーフになったジャンルおよびテーマも（）に併記する。
テレビシリーズ
- メインシリーズ

1. 『ふたりはプリキュア』→『無印』
2. 『ふたりはプリキュア Max Heart』→ 『Max Heart』
『無印』＋『Max Heart』→『無印』シリーズ（白黒）
3. 『ふたりはプリキュア Splash Star』→『Splash Star』（花鳥風月）
『無印』シリーズ＋『Splash Star』→『ふたり』シリーズ
4. 『Yes!プリキュア5』→『5』（チョウ）
5. 『Yes!プリキュア5GoGo!』→『GoGo!』（バラ）
『5』＋『GoGo!』→『5』シリーズ
6. 『フレッシュプリキュア!』→『フレッシュ』（フルーツ・ダンス・四つ葉のクローバー）
7. 『ハートキャッチプリキュア!』→『ハートキャッチ』（花・ファッション）
8. 『スイートプリキュア♪』→『スイート』（音楽・組曲・友情）
9. 『スマイルプリキュア!』→ 『スマイル』（おとぎ話・笑顔）
10. 『ドキドキ!プリキュア』→『ドキドキ』（トランプ・愛）
11. 『ハピネスチャージプリキュア!』→『ハピネス』（おしゃれ・幸福）
12. 『Go!プリンセスプリキュア』→『Go!プリンセス』（プリンセス・夢）
13. 『魔法つかいプリキュア!』→『魔法つかい』（魔法・絆）
14. 『キラキラ☆プリキュアアラモード』→『アラモード』（スウィーツ・アニマル・パティシエ）
15. 『HUGっと!プリキュア』→『HUGっと』（育児・お仕事・未来）
16. 『スター☆トゥインクルプリキュア』→『スター☆トゥインクル』（宇宙・星座）
17. 『ヒーリングっど♥プリキュア』→『ヒーリングっど』（お医者さん・生命・自然）
18. 『トロピカル〜ジュ!プリキュア』→『トロピカル〜ジュ』（海・化粧品）
19. 『デリシャスパーティ♡プリキュア』→『デリシャスパーティ』（ごはん〔食事・料理〕・笑顔）
20. 『ひろがるスカイ!プリキュア』→『ひろがるスカイ』（空・ヒーロー）
21. 『わんだふるぷりきゅあ!』→『わんだふる』（ペット・動物・絆）
22. 『キミとアイドルプリキュア♪』→『キミとアイドル』（アイドル・ファンサービス）

- 派生作品

1. 『キボウノチカラ〜オトナプリキュア'23〜』→『キボウノチカラ』（時間・時計・未来）
2. 『魔法つかいプリキュア!!〜MIRAI DAYS〜』→『MIRAI DAYS』（魔法・時間・未来）
『魔法つかい』＋『MIRAI DAYS』→『魔法つかい』シリーズ

映画作品
- レギュラー
『映画 デリシャスパーティ♡プリキュア 夢みる♡お子さまランチ!』→ 『映画デリシャスパーティ』
『わんだふるぷりきゅあ!ざ・むーびー! ドキドキ♡ゲームの世界で大冒険!』→ 『映画わんだふる』
- クロスオーバー
『映画 プリキュアオールスターズDX みんなともだちっ☆奇跡の全員大集合!』→『DX』（1作目）
『映画 プリキュアオールスターズDX2 希望の光☆レインボージュエルを守れ!』→『DX2』
『映画 プリキュアオールスターズDX3 未来にとどけ! 世界をつなぐ☆虹色の花』→『DX3』
『映画 プリキュアオールスターズNewStage みらいのともだち』→『NewStage』（映画公式プリキュア・キュアエコー初登場）
『映画 プリキュアオールスターズNewStage2 こころのともだち』→『Newstage2』
『映画 プリキュアオールスターズNewStage3 永遠のともだち』→『NewStage3』（10周年記念映画）
『映画 プリキュアオールスターズ 春のカーニバル♪』→『春のカーニバル♪』
『映画 プリキュアオールスターズ みんなで歌う♪奇跡の魔法!』→『奇跡の魔法!』
『映画 プリキュアドリームスターズ!』→『ドリームスターズ!』
『映画 プリキュアスーパースターズ!』→『スーパースターズ!』（10作目）
『映画 HUGっと!プリキュア♡ふたりはプリキュア オールスターズメモリーズ』→『メモリーズ』（15周年記念映画）
『映画 プリキュアミラクルユニバース』→『ユニバース』
『映画 プリキュアミラクルリープ みんなとの不思議な1日』→『ミラクルリープ』
『映画 プリキュアオールスターズF』→『F』（20周年記念映画、映画公式プリキュア・キュアシュプリーム初登場[28][29]）

## 大まかなシリーズの特徴

### 基本的なフォーマット

#### 妖精の世界に伝わる「伝説の戦士」および有資格者
「ごく普通の少女が妖精に助けを求められ伝説の戦士と呼ばれる『プリキュア』へと変身し、妖精の世界や異世界を支配した悪の組織と素手で戦う」というフォーマットで（いわゆる勧善懲悪）、巻き込まれ型の構造を持つ傾向にある。ただし作品によっては放送開始時点でプリキュアに覚醒していた人物もおり、主人公と合流後に正体や経緯を明かすケースが多い。
大抵変身アイテム入手後すぐに覚醒するのが通例であるが、気の迷いなどで一度では覚醒できなかった人物もいる。それを使いながら専用の呪文を唱えることで変身し、その後名乗りを行い敵と対峙する。変身後の名前は「キュア＋英語などの外国語」（例として『無印』では、美墨なぎさ→「キュアブラック」、雪城ほのか→「キュアホワイト」）となり名乗り時には必ず言う。メンバーや敵からは変身後のフルネームの他に「キュア」を外した名称（「ブラック」「ホワイト」など）で呼ばれたり、まれに変身前の名前（「なぎさ」「ほのか」など）で呼ばれることもある。
舞台は日本であるため、プリキュア（とそれに準ずる戦士）になれるのは主に日本人の女子中学生であり、大半が2年生であるが、他の学年、あるいは小学生や高校生、成人女性や幼児、男性も存在する。場合によっては外国人や混血であったり、異世界から来た人物やかつて敵幹部だった人物、人間以外の動物、妖精・精霊、アンドロイド、宇宙人、人魚もいる（素性やプロフィールなどの詳細はプリキュア一覧や各作品の記事を参照）。
メンバーは大きく2つに分けられ、1つは主人公を含む物語の序盤で覚醒した「初期メンバー」、もう1つは物語の中盤で覚醒した「追加メンバー」（「追加戦士」とも言う。ただし『スマイル』のようにそれが存在しない作品もある）。
劇中に登場したプリキュアは「レギュラープリキュア」、あるいは映画やデータカードダス、玩具等での呼称から「プリキュアオールスターズ」と称されている。なお、シャイニールミナスとミルキィローズは当初の設定ではプリキュアではなくそれに準ずる扱いだったが、オールスターズの展開にあわせてこれに含まれている。ただし『NewStage』で初登場したキュアエコーのように作品によってプリキュアとしての扱いが分かれたり、制作関係者個々人の認識によっては『映画魔法つかい』のキュアモフルンもオールスターズに含まれるなど、制作サイドにおいても公式（オールスターズ）・非公式の判断が分かれることがある事に留意する必要がある。

#### 主人公などの設定および性格
ここでは、主人公やメンバーの設定および性格について解説する。
初期メンバーと追加メンバー
初期メンバーとは主人公を含む物語の序盤で覚醒したキャラクターを指す。一方で追加メンバーとは物語の中盤で覚醒、あるいは主人公達と合流したキャラクターを指す。初期メンバーと追加メンバーの区分は作品によって変動する場合がある。初期メンバーと追加メンバーのアイテムなどの差異は作品により異なり、統一されたものと区別されたものの2パターンに分かれる。
性格
主人公は『ふたり』シリーズではタイトル通り2人である。スポーツ得意な主人公（美墨なぎさ・日向咲）と勤勉家の主人公（雪城ほのか・美翔舞）、相対する性格になっている。
『5』以降はメンバーごとに多種多様なイメージカラーが設定されており、その中でもピンク色のプリキュアに覚醒する人物が主人公とされるケースが多い。例外として『トロピカル〜ジュ』の夏海まなつは白を、『ひろがるスカイ』のソラ・ハレワタールは青をメインに据えている。性格は「フレンドリーかつ積極的で勉強か運動（もしくは両方）が苦手」が大部分を占めるが、勤勉家やおとなしい人物も僅かながらいる。また、全員チームをまとめるリーダーも務めている。
主人公以外の性格は天然、冷静沈着、おっとりなど多種多様で、キャラクターごとのイメージカラーから来る、いわゆるステレオタイプな性格がその中心となっているが、中にはそれと異なる性格付けがなされているケースもある。
特に主人公となるキャラクターにはその性格を表す何かしらの口癖があり、それがそのままその作品のキャッチフレーズにもなっている。
学業以外の活動・将来の夢
メンバーの中には学業やプリキュアと並行して他の活動（ファッションモデル、女優など）を行っている人物もいる。
中にはストーリーが進むにつれて、将来なりたい夢が明確になるキャラクターもいる。しかし、まれに新たな夢が見つかったことで二つの夢の間でジレンマに陥る人物もいる。
友情・恋愛
本シリーズは、プレティーンおよびティーンエイジャーの少女たちがプリキュアに覚醒して共闘することによって、友情や絆を深めていくのがコンセプトとなっている。メンバーは常に良好な信頼関係を築き行動しているが、時折性格の違いや意見の衝突により軋轢が生じ仲たがいになるメンバーもいる。『無印』と『Max Heart』では、パートナー同士で関係を築くのに相当な時間を費やした。
まれに過去のトラウマやコンプレックスなどで落胆や絶望する人物もおり、その影響で変身不能に陥る場合もある。しかし、仲間の励ましや自身が原点に立ち返ったことより奮起して立ち直るのもお決まりとなっている。
この年代は思春期にも相当するため、プリキュアが周囲の男性に恋心やそれに近い感情を抱く、あるいは抱かれるケースもある。恋愛をメインに扱っている作品は少ないが、1つの要素としてはシリーズの定番であり『無印』から扱われている。
家庭環境
主人公およびメンバーの住宅は一戸建てやマンションが大半だが、中には個人経営の店、社長令嬢の場合は豪邸などに住んでいる場合もある。
大抵両親と住んでいるのが通例だが、時には何らかの事情で親と離れて暮らしていたり、片親家庭である場合もある。
親族がプリキュア経験者という人物もいる。
異世界出身のメンバーや文化
異世界から来た人物および人間に変身可能な妖精は、人間界で暮らす際に名字を追加したり、本名の長さや素性を伏せるべく改名することがある。住居は主人公の家への居候が通例であり、主人公の両親もあまり詮索などはせず迎え入れている。中には自前の住居があったり主人公の家以外へ居候する人物もいる。
同時に主人公たちが通う中学校へも編入し、クラスメイトになるのが通例であるが、中には学校へ編入しない人物もいる。また異界者などが人間界で暮らすことが決定した場合、人間界の文化を学び生活に適応していくパターンがほとんどである。
容姿は人間界の主人公と同じであるものが大半であるが、中には容姿が若干違ったり特殊な能力を持っている人物もいる。
異世界の文化については、人間が存在しない妖精の世界やメルヘンチックな世界、機械的な近未来などと、作品により雰囲気に差異がある。また言語が登場する場合は通常の人間では読解や会話が出来ないケースもある。

#### 物語の舞台および世相反映
主人公たちが暮らす町はいずれも架空であり、具体的な位置情報が明言されることはない。ただし作品によっては実在する場所がモチーフになっている場合もある。『ふたり』シリーズは舞台に明確なモデルが存在し、人物含め一定の現実味とリアリティラインが守られているが『5』以降の作品においてはこの限りではない。
物語は基本的に主人公たちが暮らす町を中心に展開されるが、旅行や合宿などでメンバーが他の町や異世界へ遠出するエピソードもある。この場合も大抵別の架空の町へ行く、もしくは行き先が明言されないなど作中世界の範疇で物語が進行する。しかし話によっては実在する都市が舞台となることもあり、またタイムスリップして過去や未来の世界を駆け巡る場合もある。
また、作品が放映されている時点で現実世界の世相を反映したものが登場することもある。

#### パートナー妖精
プリキュアのサポートを担う妖精たちは「パートナー妖精」と呼ばれ、作品オリジナルもしくは動物をモチーフとしたものが大半であるが、ぬいぐるみやフェアリー、人間の赤ちゃん、宇宙人もいる。
人間界においては自らの姿を上手く利用し、動物やぬいぐるみとして一般人の目を欺くことが多い。しかし、一般人に危機が迫っている場合はこの限りではない。また大半の妖精は異世界出身だが人間界で終始する場合はこの限りではない。会話では特徴的な語尾を付けて話す傾向がある。
妖精はプリキュアに相応しい少女を見つけると、前述の通り変身アイテムを与え敵を倒すことを懇願する。これによってパートナーとなった妖精は特定の個人の専属として、あるいはチーム全体または複数人をサポートする。
人間へ変身可能な妖精もおり、それと同時に名前や声色も変わるのが通例だがそのままの妖精もいる。また基本的に語尾もつけずに喋るようになるがこちらも例外がある。相互変身可能な妖精も衝撃を受けたり、体力を消耗するなどの事象により妖精へ戻ってしまうことがある。

#### 男性キャラクターの位置づけ
鷲尾はシリーズ開始当初は「女の子が主役で、自分たちで物事をとにかく突破することを見せたかった」と考えており、そのため鷲尾が手掛けた作品では「正義の味方として戦うのは女の子だけ」という路線が徹底され、戦士たちを助ける男性キャラクターは一切登場せず同種作品との区別化を図っていた。『5』シリーズでも妖精が人間の青少年へと変身するがこちらも戦闘能力はなく、あくまでメンタル面におけるアドバイス役としての役割を担うことが多い。
しかし、鷲尾はシリーズを重ねるにつれて「プリキュアは女の子だけに拘らない、時期が来て子どもたちが受け入れてくれるのであれば、男の子がいたって不思議ではない」とも考えていたと語っている。
梅澤プロデューサー以降からは戦闘を助ける男性キャラもしばしば登場するも、その役割は限定的な局面に留まっていた。その中で『HUGっと』では一度のみのゲストキャラクター的な扱いではあったが本格的な男性のプリキュアが初登場した。
その後、『デリシャスパーティ』からはプリキュアと共闘する男性のレギュラーキャラクターも登場し、『ひろがるスカイ』ではメインキャラクターとして初めて男性のプリキュアが採用されるに至る。

#### 劇中のアクションや行動
プリキュアは敵に遭遇するとその時点で覚醒している人物が変身し個人の名乗りを行い、全員が覚醒している場合はチームの名乗りも行う（話によってはすぐに戦闘に入ることもある）。
プリキュア側が敵の作戦の前に戦闘不能に陥ると、大抵の場合仲間による救出や自力で窮地を脱するなどの理由により、形勢を逆転するケースがほとんどである。しかし、話によっては為す術もなくプリキュア側が撤退を余儀なくされる場合もある。
プリキュアに変身後は攻撃力・跳躍力・瞬発力などが飛躍的に上がり、主人公が初変身した時はその能力が使いこなせず戸惑う描写がなされている。しかし、すぐに適応した主人公も一部存在する。戦闘の描写においては素手で敵や怪物に立ち向かうアクションシーンを展開する手法がとられており、敵を倒す（浄化する）時は主に「決め技」（「浄化技」）を使う。
『ふたり』シリーズではタイトル通り、変身や決め技の発動は2人揃っている事が前提のバディ形式が特徴であった。『5』シリーズ以降はそれらを各自単独で行うスタイルが主流であるが、一部作品ではバディ形式も採用されている。
プリキュアは敵幹部と対峙し退却させるのが任務であるが、助けるケースもあり、その手法も多岐に渡る。

#### プリキュアのアイテム
アイテム類については、女児が好む、興味を持つような物が使われ、この点については関連玩具の販促とも深く関わっている。
変身アイテムには主に携帯電話・スマートフォンなどの通信機器、香水・コンパクトなどの化粧品、時計（スマートウォッチ）・ペンダントなどの装身具と言ったものがモチーフとなっている場合が多い。初期メンバーと追加メンバーでは変身アイテムおよび武器が異なる場合があり、また全員同じ変身アイテムでも入手方法が異なる場合もある。
武器については、初期メンバーは変身アイテムでも決め技を行使できることもあり物語がある程度進んでから入手するのが大半であるが、覚醒と同時に入手する場合もある。追加メンバーは初登場時に入手する。追加メンバーは敵の攻撃が強くなった中での登場ということもあり、初期メンバーより多少強めに設定されている場合がある。
決め技で使われる武器は腕にはめる「ブレスレットタイプ」、ロッド・アーチェリー・ステッキなどの「手で持つタイプ」、楽器（タンバリン・ハープ・バイオリン・エレクトリック・ギターなど。主に弦楽器が多い）をモチーフとした武器を「奏でて攻撃するタイプ」の3つに分かれている。ストーリーが進むと敵も強くなり既存の武器では太刀打ちできなくなるので強化武器（個人用・全体用）が登場することが多い。

#### 作中における認知度と正体の秘匿
劇中におけるプリキュアの認知度として、『ふたり』シリーズでは「戦闘が人目が無い場所もしくは一般人が気絶した中で行われ、戦闘後は被害が修復されるためそれほど認知されていない」が、『5』以降は作品により差異があり、周囲の一般人にも認知されている場合も出ている。
プリキュアは「敵を倒せる唯一の存在」であるため、敵組織から見れば野望を妨げる邪魔者である。それゆえ変身者は敵から常に狙われるようになる。よって変身者が「プリキュアに覚醒した」と公表するのは聞いた人物にも危害が及ぶおそれがあるため妖精から他言せぬよう注意されるのが大半である。
それを受けて正体の秘匿に努力しているため、一般人には正体を知られずに物語が終わる作品が大半であるが、例外として主人公が親しい人物（親友・幼なじみ）に話の展開上喋ったり目の前で変身して知られたり教えてしまい、その結果正体が発覚することもある。ただしこの場合は存在を知った者が後にプリキュアへと覚醒、あるいは協力者となる事が多い。また、最終決戦において親族や学校全体などの関係者などに正体が発覚し、中には国家クラスにまでその存在が知られたプリキュアもある。そうでないプリキュアは作品終了後のクロスオーバー作品でも引き続き周囲に正体が知られないように行動を続けている。
このような事情から、変身後も本名で呼び合うケースが多い『スーパー戦隊シリーズ』や『仮面ライダーシリーズ』の戦士達とは異なり、本シリーズは全て変身後は「キュア」を外した名称で呼び合うのが決まりとなっている。
一方で「敵に正体を知られてはならない」という掟や暗黙の了解は存在せず、全作品通してほとんどの敵幹部はプリキュアの変身前の姿を認知している。中には、主人公とゆかりのある人物や妖精がプリキュアなどの覚醒および人間へ変身可能な事実を秘匿していたケースもある。

#### プリキュアと対峙する敵組織の目的
プリキュアが戦う敵組織は黒幕、幹部、怪物（作品により戦闘員も登場）により構成され、「幹部や怪物が人間界で行う暴動が黒幕の復活・野望達成につながる」という目的から人間界へも侵攻を始める。敵組織の人間界における活動の目的は「プリキュアが持つ特殊なアイテムや情報を手に入れること」「人々が持つ負の感情を増幅させること」「世界にある特定のエネルギーや環境を略奪すること」であることが多い。
黒幕は不変が基本であるが何らかの理由で代わる場合がある。また、黒幕は諸悪の根源であるため倒されるのがほとんどである。黒幕が倒されるとその時点で全ての戦いに決着がつき平和が戻るのが基本パターンだが、作品によっては例外も存在する。
幹部は負けが続き黒幕から見切りをつけられるなどで追い込まれると、強大な怪物に変貌し対峙することが多い。黒幕と幹部が一緒に追い込まれると黒幕が幹部を吸収したり、もしくは幹部自ら黒幕に身を捧げる場合もある。その結末についてはプリキュアに倒され消滅する者、プリキュアと和解する者、倒される事も和解する事もなく生存する者など、複数のパターンがある。敵の幹部が退場または脱退すると、大抵の場合新たな幹部が加入することがほとんどであるが、放送時期によってはそのままの場合もある。
幹部たちの作戦は怪物を誕生させてプリキュアと戦わせることが主であるが、怪物を生み出す方法は、怪物の種となるエネルギーを物質に融合させる、人間の心を利用する、異世界または地球上の2種類の物（生物・無機物問わず）を合成させる等、様々である。

#### 敵組織壊滅後のプリキュア
プリキュアは前述したが敵組織を壊滅させ世界を平和に戻すのが任務であり、それを完遂するとエピローグで「変身能力が喪失」と「そのまま保持」の2つに分かれる。
ただし、クロスオーバー映画では祖国へ帰郷した妖精・関係者も人間界ないし当該映画の舞台となる世界へ集うため喪失者もプリキュアへの変身が可能となり、同時に異世界のメンバーも集うため欠員が出るということはない。
後日談や将来については最終回で描かれる場合と描かれない場合があり『ハピネス』までと『ヒーリングっど』以降は描かれる場合があっても直近（1学年進級後）の内容が大半で、成長し大人になった姿は描かれないのが通例であるが、『Go!プリンセス』から『スター☆トゥインクル』までは成長し大人になった主人公たちが描かれた。

#### 映画のコンセプト
本シリーズの映画は大きく分けて2種類ある。一つはその年に放送している作品の人物たちのみが登場する「レギュラー映画」、もう一つは複数の作品の人物たちが登場する「クロスオーバー映画」である。
レギュラー映画はいわゆるテレビシリーズの劇場版として、テレビシリーズとは別の異世界、もしくはその番外編として制作されており、一部の例外を除き毎年9〜10月に上映されている。映画オリジナルのゲストキャラクターがキーパーソンとなって物語が展開する。
クロスオーバー映画はこれまで放送された歴代作品のプリキュアたちや妖精たちが集い共演する映画で、一部の例外を除き2009年から2021年にかけて毎年3月に上映された。2009年上映の『オールスターズDX』からオールスターズ映画として上映されてきたが、登場キャラクターの増加に伴い、2017年上映の『ドリームスターズ』から2020年上映の『ミラクルリープ』までは最新作を起点とした直近3作品の共演となっていた。また、レギュラー映画でも旧作の客演による2作品以上の共演が行われることがあるほか、『メモリーズ』もレギュラー作品という位置づけであるとともにシリーズ15周年記念のオールスターズ作品となっている。

### 視聴者に対するシーン等
本シリーズはメインターゲットが女児であることを考慮して、様々な決まりごとを設けている。
プリキュアはターゲット層の憧れとして「身近なもの」でなくてはならないとしており、プリキュアに変身する者は至って普通の少女たちである。一部の例外を除き、ほとんどは女子中学生が変身する。鷲尾が担当しているシリーズにおいてはこの決まり事は徹底されており、異世界にルーツを持つ少女が戦士に変身する「シャイニールミナス」や、マスコットキャラクターの妖精が人間形態の戦士に変身する「ミルキィローズ」は、プリキュアと同系統のコスチュームを纏っており、オールスターズシリーズではメンバーとしてカウントこそされているが、作中ではプリキュアとはされておらず「キュア」を冠する名称を持たない。プロデューサーが梅澤に交代してからはこの傾向にも変化がみられるようになり、例外的な要素を持つ人物がプリキュアになる事例も採用された。これは梅澤がプリキュアでやろうとしていることを反映するためには効果的だと考えたからである。
プリキュアたちに対する敵からの攻撃は時折過激なものこそあるものの、決して顔だけは狙わないようになっており当たりそうになっても必ず腕で防いでいる。ダメージ表現については、壁に叩きつけられるなどで痛みを演出しているという。激しく動くアクションシーンでも、パニエやスパッツなどで下着が見えないよう配慮されている。
『映画 ふたりはプリキュア Max Heart 2 雪空のともだち』では敵に操られたプリキュア同士の対決構図を作ったが、その展開に一部の女児層が泣き出すなどクレームもいくつか起こったという。そのことから「男の子ものではよくある手法だが、小さな女の子には嫌がられてしまう」との教訓を得て、その後は味方であるプリキュア同士による対決をできるだけ行わないようにした。こちらもいくつかの例外はあるものの、「最初は敵側の存在として登場し、のちに味方になる」というパターンが中心である。
『ハピネス』までは「誰よりも、小さな女の子に楽しんでもらう」という考えから、海やプールに行く話においても水着姿の絵をほとんど用いなかった 。唯一、『フレッシュ』の第2話で水着姿やシャワーシーンが描かれたことはあるものの、保護者からは不評だったという。
しかし柴田プロデューサー期以降の作品では視聴者への配慮のあり方を再度見直すことが志向されており、その一例として『Go!プリンセス』の海を舞台にした第28話では、キュアマーメイドという海のプリキュアがいることと過去の演出表現を踏まえた上でプリキュアたちの水着姿が描かれ、以降の作品でも一部の例外を除いて踏襲されるようになった。
この他、死を連想させる言葉や表現も直接的なものは極力避けられている。また、鷲尾がプロデュースしていたシリーズでは、子供への影響を考えて食べ物における好き嫌いを極力作らないようにしているという。
「幸せや悪とは何か?というようなテーマを盛り込み、何か感じてもらえるようにしている」と梅澤が語るように、親子で楽しめる作品を目指しており、こうしたテーマ性が、大人の鑑賞に耐える内容につながり、親や大人の視聴者が熱心なファンになることもある。こうした大人からの人気があるものの、大人向けのプリキュアを作ることに関しては否定的で、梅澤は大人層からの人気をありがたいとしながらも、これまでと違う視聴者に向けたものを作った場合「子供がこれ（プリキュア）は自分達のものじゃないと気づいてしまう」という危惧が生まれることをあげている。しかしながら、2023年にはシリーズ開始から20年に達したことで、長い年月を経て大人になった当時のファンだけでなく、現在シリーズを見ている視聴者にも向けて、大人向けの映像施策を展開することになった。

### 担当声優
レギュラーのプリキュア役の声優はオーディションで決定されることが度々明かされている。基本的に声優のキャリアや知名度を度外視し演じるキャラクターに合っているかを重視しているため、わずかなキャリアでもプリキュア役に抜擢されることがある。そのため、本シリーズが初主人公役や初レギュラーの声優もいる。オーディションは声優以外の職業にも門戸が開かれているため、子役出身の俳優である美山加恋と福原遥、アイドルの成瀬瑛美のような著名人が選ばれることもある。また、『ひろがるスカイ』では、男子のプリキュアである夕凪ツバサ（キュアウィング）役の村瀬歩がレギュラーとしては初めての男性のプリキュア役声優に選ばれている。
視聴者に対して詳細な情報を事前に伏せられる追加戦士は、オーディションの時点で参加者などに「プリキュアになる」と伝えられるということが複数証言されている。また、オーディションでは複数のプリキュア役を受けることやオーディション当日に別のプリキュア役も受けることがあり、そのまま当日受けたプリキュア役への起用に至るケースがあることも明かされている。
レギュラーのプリキュア役以外はオファーで決定するケースもあるほか、当初プリキュア役のオーディションを受けていたが妖精役に起用されるケースもある。
レギュラーのプリキュア役の声優はプリキュアごとに違っており、一度抜擢されるとそれ以降の作品で別のキャラクター（プリキュア役・脇役問わず）を演じることは基本的にない。その一方で、過去の作品でパートナー妖精や、主人公と関わりがある人物や敵幹部、ゲストキャラ、非公式プリキュア、映画でキーパーソンを演じた声優および主題歌を担当した歌手が後年の作品でレギュラーのプリキュア役に抜擢されることもある。さらに、関係者や敵幹部などを複数の作品で担当する声優もいる。このため、クロスオーバー映画において異なる作品で担当した役が登場する際にはそれらを同時に担当する声優もいる。主要キャラクターを演じる声優が他のキャラクターを兼任した場合、放送時点ではノンクレジットであるが、放送後に雑誌や本人のブログ・SNSなどで明かされる場合もある。

## 作品一覧
本シリーズは、テレビアニメを中心とした以下の作品群により構成されている。

### テレビシリーズ
基本的に朝日放送→朝日放送テレビの制作により、テレビ朝日系列フルネット24局で、日曜8時30分 - 9時（JST）に放送され、番組放送期間は一部を除き2月第1週 - 翌年1月最終週の1年間となっている。また、『スター☆トゥインクル』からTVerでの見逃し配信を実施、『デリシャスパーティ』からは各種定額動画配信サービスでの見放題見逃し配信も行われている。現在のネット局、ネット配信の状況については各作品の記事または「朝日放送テレビ制作日曜朝8時30分枠のアニメ#現在のネット局」を参照。
全国高等学校野球選手権大会（夏の甲子園）の期間中は、制作局の朝日放送テレビは試合中継番組を優先して編成するため、中継枠が重なる場合は後日（大会期間中で当日の中継枠に重ならない本来の放送枠や大会終了後の本来の放送枠、または平日午前のローカルセールス枠）に臨時枠移動とし、朝日放送テレビを除くテレビ朝日系列フルネット23局では本来の放送日時に制作局からの裏送りで先行放送する。
本放送終了後はTOKYO MX（独立局）やアニメ専門チャンネルのキッズステーション・ディズニー・チャンネルで放送されるほか、テレビ朝日運営のテレ朝動画→TELASA、東映アニメーション運営の東映アニメオンデマンド（2021年7月26日サービス終了）およびその提携サービス（U-NEXT、DMM.com (DMM TV)、ひかりTV、dアニメストア、バンダイチャンネル等）、Amazon Prime Video（Prime Video本体のほか、2021年11月5日からは東映アニメオンデマンドの後継となる公式チャンネルとして「東映アニメチャンネル」が開設）、Netflix、ニコニコ動画、テレビ朝日とサイバーエージェントによるABEMAなどでネット配信されている。ABEMAでは2024年8月10日より『キボウノチカラ』を含むテレビ全シリーズの配信を行うとともに、本シリーズの公式無料配信チャンネルを2025年2月18日までの期間限定で開設し一挙配信を実施、また『わんだふる』では前週放送話を地上波放送前枠となる日曜8時より、『キミとアイドル』ではABEMAアニメチャンネルと同時で後枠となる日曜9時より配信を行っている。
また、2016年まではYouTubeの「東映アニメーション公式YouTubeチャンネル」で、テーマ曲映像やテレビシリーズ・劇場版の予告編、『ハピネス』の「10周年メッセージ」などの動画が無料配信され、2017年からは新たに開設された「プリキュア公式YouTubeチャンネル」で配信されるようになった。この公式チャンネルでは時折期間限定で特定のエピソードを1話そのまま無料配信することがある。マーベラスも2016年から公式YouTubeチャンネルにおいてCDの試聴動画やBD-BOX特典映像である座談会のダイジェスト映像の配信を行っている。2016年5月には東映アニメーション創立60周年を記念して開設された「東映アニメーション創立60周年公式YouTubeチャンネル」において、テレビシリーズ各作品の第1話が無料配信されており、チャンネル開設時には『ハートキャッチ』までの歴代作品を公開し、それ以降の作品も順次追加されている。また、2018年7月26日をもってチャンネルの名称を「東映アニメーションミュージアム公式YouTubeチャンネル」に変更するとともに、15周年記念として無印全話を5回に分けて期間限定配信している。ニコニコ生放送でも2017年3月に『ドリームスターズ!』公開記念として3日間にわたって無印の、2021年3月には『映画ヒーリングっど』公開記念として6日間にわたり5シリーズの、いずれも全話一挙配信を実施している。
この他、韓国や台湾、香港を中心に、東南アジア、中東、ヨーロッパ、南北アメリカなど海外30カ国以上で外国語吹き替え版も放送・配信されている。2022年時点で韓国では『トロピカル〜ジュ』まで、イラン・パレスチナ・シリア・イタリアでは『ドキドキ』まで、台湾では『ひろがるスカイ』まで、香港では『ひろがるスカイ』まで放送されているほか、台湾では『アラモード』の東森幼幼台による公式YouTube配信も行われている。また、『スマイル』『ドキドキ』では欧米向けローカライズ版『Glitter Force』が制作・配信されている。なお、日本国外での放送・配信は作品によって差異があるため、詳細は各作品の項目を参照。
また、2023年のシリーズ20周年を記念した施策として、大人に向けたシリーズ作品の制作も行われることになり、2023年10月からはNHK Eテレにて、『5シリーズ』の夢原のぞみらの成長した姿を描く『キボウノチカラ〜オトナプリキュア'23〜』が、2025年1月からは朝日放送テレビ・テレビ朝日系深夜アニメ枠「ANiMAZiNG!!!」内にて、『魔法つかい』の正統続編となる『魔法つかいプリキュア!!〜MIRAI DAYS〜』がそれぞれ放送された。
|    | 作品名                         | 放送期間 上が放送開始日 下が放送終了日 | 話数 | 通算話数 | プリキュア数 | 備考 |
| -- | ------------------------------ | -------------------------------------- | ---- | -------- | ------------ | --- |
| 1  | ふたりはプリキュア             | 2004年2月1日2005年1月30日              | 49話 | 49話     | 2人          | シリーズ第1作目にして、日曜8時30分のアニメ枠としては初となる変身 (ヒーロー)・アクション作品。 2005年東京アニメアワード・テレビ部門優秀作品賞、第9回アニメーション神戸賞主題歌賞受賞作。 |
| 2  | ふたりはプリキュア Max Heart   | 2005年2月6日2006年1月29日              | 47話 | 96話     | 3人          | 前作の直接的な続編（シリーズで唯一キャラクターが進級する）で、同作品より追加メンバーが登場。 また同作品より劇場版の制作も開始された。 |
| 3  | ふたりはプリキュア Splash Star | 2006年2月5日2007年1月28日              | 49話 | 145話    | 2人          | 前年までとはキャラクター・世界観等々を一新した作品。 同作品より劇場版の上映時期が秋期へと変更、以降の作品でも踏襲されるようになる。 |
| 4  | Yes!プリキュア5                | 2007年2月4日2008年1月27日              | 49話 | 194話    | 5人          | 同作品よりハイビジョン制作に移行（地上デジタル放送のみ）。 前年と同様に、同作品でもキャラクターや世界観等々を一新。シリーズで初めて初期メンバーが2人を上回った。 番組開始に合わせ、本シリーズがニチアサキッズタイムの第4枠として位置付けられる（2011年1月まで継続）。 同作品の劇場版より「ミラクルライト」による観客参加型の演出を導入。 |
| 5  | Yes!プリキュア5GoGo!           | 2008年2月3日2009年1月25日              | 48話 | 242話    | 6人          | シリーズ通算5作目。前作の直接的な続編だが、キャラクターの学年は変化していない。 テレビシリーズ以外の媒体におけるクロスオーバー展開や、シリーズ初となるWebラジオ企画など、シリーズ5周年を記念した取り組みも多数行われた。 |
| 6  | フレッシュプリキュア!          | 2009年2月1日2010年1月31日              | 50話 | 292話    | 4人          | 同作品より、原則1年ごとに新作に切り替える制作体制が確立。 エンディング映像に3DCGによるダンスが導入され、以降の作品でも踏襲されるようになる。 同年春より秋期公開の劇場版とは別に、クロスオーバー映画である「プリキュアオールスターズ」シリーズの展開を開始。 |
| 7  | ハートキャッチプリキュア!      | 2010年2月7日2011年1月30日              | 49話 | 341話    | 4人          | 同作品よりアナログ・デジタルとも16:9での放送（アナログ放送では16:9レターボックス）に統一、連動データ放送も実施されるようになった。 日本オタク大賞2010受賞作。 同年開催の第10回東京アニメアワード（東京国際アニメフェア2011内）にて、同作品のキャラクターデザイン担当の馬越嘉彦が個人部門キャラクターデザイン賞を受賞。 |
| 8  | スイートプリキュア♪            | 2011年2月6日2012年1月29日              | 48話 | 389話    | 4人          | 同年3月に発生した東日本大震災により、同作品の制作スケジュールやその後の作品のコンセプトにも少なからず影響が発生。 |
| 9  | スマイルプリキュア!            | 2012年2月5日2013年1月27日              | 48話 | 437話    | 5人          | 同年よりプリキュアオールスターズの新展開として「NewStage」シリーズを開始。 秋に公開された同作品の劇場版にて、映画シリーズの累計観客動員が1,000万人を突破。 番組終了後の2015年には、同作品の英語版ローカライズ作品『Glitter Force』も制作された。 |
| 10 | ドキドキ!プリキュア            | 2013年2月3日2014年1月26日              | 49話 | 486話    | 5人          | シリーズ通算10作目。 秋に公開された同作品の劇場版は第26回東京国際映画祭の特別招待作品となった。 また、放映開始10年目の節目に当たることからシリーズの制作チームに第18回アニメーション神戸賞特別賞が与えられた。 前作に引き続き、番組終了後の2017年には英語版ローカライズ作品『Glitter Force Doki Doki』も制作された。 |
| 11 | ハピネスチャージプリキュア!    | 2014年2月2日2015年1月25日              | 49話 | 535話    | 4人          | シリーズ10周年記念作品。同作品の放送期間中にシリーズ通算500回を達成。 これに合わせて番組内における歴代プリキュアからのメッセージや、シリーズ初となる地上波でのラジオ番組企画など様々な取り組みが行われた。 同作品より、データ放送のオーバーレイ表示機能による時刻表示を開始。 また同作品より、視聴者からのプリキュアの似顔絵投稿の募集と番組内外での公開を開始（『魔法つかい』放送期間の途中まで継続）。 また最終回のエンディングの後にはバトンタッチという形で次作のプリキュアとの共演も盛り込まれ、以降の作品でも形を変えつつ踏襲されることとなる。                                                                            |
| 12 | Go!プリンセスプリキュア        | 2015年2月1日2016年1月31日              | 50話 | 585話    | 4人          | 同年と翌年のオールスターズ作品は、新展開としてミュージカル要素を取り込んだ作品となる。 また秋期公開の劇場版はシリーズ初となる3本立て構成の作品であり、第28回東京国際映画祭へも出品され、中編CG作品が第1回CGWORLD大賞を受賞した。 |
| 13 | 魔法つかいプリキュア!          | 2016年2月7日2017年1月29日              | 50話 | 635話    | 3人          | 同年7月以降の放送分より、ABCアニメーションが本シリーズの企画・制作・版権管理等を承継。 前々年より行われていた次作のプリキュアとの最終回での共演を、同作品より本編内へと拡大。 |
| 14 | キラキラ☆プリキュアアラモード  | 2017年2月5日2018年1月28日              | 49話 | 684話    | 6人          | 同作品および『HUGっと!』のみ、シリーズディレクターが2人体制となる。 作品のコンセプトに合わせ、各回の次回予告後にミニコーナー「プリアラレッツ・ラ・1ぷんかんクッキング」を放送。 同年より春期公開のクロスオーバー映画を、直近3作品のみの共演に絞る形へと路線転換。 国境なき医師団日本や、同じくテレビ朝日系列の『サンデーLIVE!!』など、アニメの枠を超えてシリーズ初となるコラボレーションも多数行われた。 |
| 15 | HUGっと!プリキュア             | 2018年2月4日2019年1月27日              | 49話 | 733話    | 5人          | シリーズ通算15作目。これを記念してテレビドラマ『声ガール!』（朝日放送テレビ制作）とのコラボや、シリーズ初となるテレビシリーズでの過去作のプリキュアとの共演などといった取り組みも多数行われた。 同年より『無印』放送開始日である2月1日が「プリキュアの日」として制定され、日本記念日協会に認定された。 同年4月より朝日放送テレビが、本シリーズの制作・放送を承継。 シリーズの定番であった物語中途での追加メンバーが、同作品にて初めて2人同時に登場した。 秋期公開の映画はクロスオーバー作品として制作され、「アニメ映画に登場する最も多いマジカル戦士の数」としてギネス世界記録にも認定された。                                  |
| 16 | スター☆トゥインクルプリキュア  | 2019年2月3日2020年1月26日              | 49話 | 782話    | 5人          | 宇宙を舞台とし、初の宇宙人出身プリキュアが登場する。 前述のとおり、同作品よりTVerによる無料見逃し配信を開始。 |
| 17 | ヒーリングっど♥プリキュア      | 2020年2月2日2021年2月21日              | 45話 | 827話    | 4人          | 新型コロナウイルスの流行を受け、4月下旬から9週にわたり新作放送を一時中断の上、セレクション放送（既放送分の再放送）を実施。これにより話数が短縮され、放送終了時期も2月下旬に延期された。 映画についても同様の理由で春のクロスオーバー映画の公開が秋に延期され、レギュラー単独映画はテレビシリーズ終了後の2021年春の上映となり、過去の作品とのクロスオーバー要素を取り入れた作品として制作された。 また玩具販売スケジュールのずれやそれに伴う売行不振など、商業面でも少なからぬ影響を受ける格好となった。 『アニメージュ』第43回アニメグランプリで作品部門グランプリ・女性キャラクター部門1位（花寺のどか/キュアグレース）を受賞。 |
| 18 | トロピカル〜ジュ!プリキュア    | 2021年2月28日 2022年1月30日            | 46話 | 873話    | 5人          | 前作の終了時期がずれ込むことに伴い、放送開始が例年より遅くなった。 本作品より関連化粧品ブランド「Pretty Holic」の展開を開始。 |
| 19 | デリシャスパーティ♡プリキュア  | 2022年2月6日2023年1月29日              | 45話 | 918話    | 4人          | 放送サイクルが3年ぶりに通常の2月第1週開始、翌年1月最終週終了に復帰。 シリーズとして初となるナレーションが挿入され、女優の宮崎美子が担当。 前述のとおり、同作品より各種定額動画配信サービスによる見放題見逃し配信を開始。 東映アニメーションへの不正アクセス被害に伴い、3月中旬から5週にわたり新作放送を一時中断の上、セレクション放送や『オールスターズメモリーズ』の分割放送を実施。 |
| 20 | ひろがるスカイ!プリキュア      | 2023年2月5日2024年1月28日              | 50話 | 968話    | 5人          | シリーズ通算20作目。これを記念した施策が展開された。 シリーズで初めて主人公が異世界出身かつイメージカラーが青色となった。また、男子や成人女性のプリキュアがレギュラーとして登場する。 4年ぶりに中断・話数短縮のない形で通年放送が行われた。 |
| 21 | わんだふるぷりきゅあ!          | 2024年2月4日2025年1月26日              | 50話 | 1018話   | 4人          | シリーズで初めて「プリキュア」が平仮名表記となった。 また、犬が人間と化しプリキュアとして主人公を務めるという初の要素も盛り込まれた。 同作品の放送期間中にシリーズ通算放送回数1000回及び通算放送話数1000話を達成。 |
| 22 | キミとアイドルプリキュア♪      | 2025年2月2日                           | -    | -        |              | アイドルを題材として、それを前提とした展開がなされる予定。 |

|     | 作品名称                              | 放送期間 上が放送開始日 下が放送終了日 | 放送局                      | 話数 | 備考 |
| --- | ------------------------------------- | -------------------------------------- | --------------------------- | ---- | --- |
| EX1 | キボウノチカラ〜オトナプリキュア'23〜 | 2023年10月7日2023年12月23日            | NHK Eテレ                   | 12話 | シリーズ初の大人向け作品、『5シリーズ』のその後を描く。 スタジオディーンとの共同制作。                          |
| EX2 | 魔法つかいプリキュア!!〜MIRAI DAYS〜  | 2025年1月12日2025年3月30日             | 朝日放送テレビ テレビ朝日系 | 12話 | 『魔法つかい』の続編作品、シリーズ初の深夜アニメとして「ANiMAZiNG!!!」枠で放送。 スタジオディーンとの共同制作。 |

|                | 作品名称                              | プロデューサー      | シリーズ ディレクター | シリーズ 構成      | キャラクター デザイン | 音楽                  | 主題歌歌手                 | 主題歌歌手 |
| OP             | 作品名称                              | プロデューサー      | シリーズ ディレクター | シリーズ 構成      | キャラクター デザイン | 音楽                  | ED                         | |
| メインシリーズ | メインシリーズ                        | メインシリーズ      | メインシリーズ        | メインシリーズ     | メインシリーズ        | メインシリーズ        | メインシリーズ             | メインシリーズ |
| -------------- | ------------------------------------- | ------------------- | --------------------- | ------------------ | --------------------- | --------------------- | -------------------------- | --- |
| 1              | ふたりはプリキュア                    | 鷲尾天              | 西尾大介              | 川崎良             | 稲上晃                | 佐藤直紀              | 五條真由美                 | 五條真由美 |
| 2              | ふたりはプリキュア Max Heart          | 鷲尾天              | 西尾大介              | 川崎良             | 稲上晃                | 佐藤直紀              | 五條真由美                 | 五條真由美 |
| 3              | ふたりはプリキュア Splash Star        | 鷲尾天              | 小村敏明              | 長津晴子 →成田良美 | 稲上晃                | 佐藤直紀              | うちやえゆか               | 五條真由美 |
| 4              | Yes!プリキュア5                       | 鷲尾天              | 小村敏明              | 成田良美           | 川村敏江              | 佐藤直紀              | 工藤真由                   | 宮本佳那子 |
| 5              | Yes!プリキュア5GoGo!                  | 鷲尾天              | 小村敏明              | 成田良美           | 川村敏江              | 佐藤直紀              | 工藤真由                   | 宮本佳那子（前期） キュア・カルテット（後期）                                                                                                  |
| 6              | フレッシュプリキュア!                 | 梅澤淳稔            | 志水淳児 座古明史     | 前川淳             | 香川久                | 高梨康治              | 茂家瑞季                   | 林桃子 |
| 7              | ハートキャッチプリキュア!             | 梅澤淳稔            | 長峯達也              | 山田隆司           | 馬越嘉彦              | 高梨康治              | 池田彩                     | 工藤真由 |
| 8              | スイートプリキュア♪                   | 梅澤淳稔            | 境宗久                | 大野敏哉           | 高橋晃                | 高梨康治              | 工藤真由                   | 池田彩 |
| 9              | スマイルプリキュア!                   | 梅澤淳稔 長谷川昌也 | 大塚隆史              | 米村正二           | 川村敏江              | 高梨康治              | 池田彩                     | 吉田仁美 |
| 10             | ドキドキ!プリキュア                   | 柴田宏明            | 古賀豪                | 山口亮太           | 高橋晃                | 高木洋                | 黒沢ともよ                 | 吉田仁美 |
| 11             | ハピネスチャージプリキュア!           | 柴田宏明            | 長峯達也              | 成田良美           | 佐藤雅将              | 高木洋                | 仲谷明香                   | 吉田仁美 |
| 12             | Go!プリンセスプリキュア               | 柴田宏明 神木優     | 田中裕太              | 田中仁             | 中谷友紀子            | 高木洋                | 礒部花凜                   | 北川理恵 |
| 13             | 魔法つかいプリキュア!                 | 内藤圭祐            | 三塚雅人              | 村山功             | 宮本絵美子            | 高木洋                | 北川理恵                   | キュアミラクル（高橋李依） キュアマジカル（堀江由衣） キュアフェリーチェ（早見沙織）                                                           |
| 14             | キラキラ☆プリキュアアラモード         | 神木優              | 暮田公平 貝澤幸男     | 田中仁             | 井野真理恵            | 林ゆうき              | 駒形友梨                   | 宮本佳那子 |
| 15             | HUGっと!プリキュア                    | 内藤圭祐            | 佐藤順一 座古明史     | 坪田文             | 川村敏江              | 林ゆうき              | 宮本佳那子                 | キュアエール（引坂理絵） キュアアンジュ（本泉莉奈） キュアエトワール（小倉唯） キュアマシェリ（田村奈央） キュアアムール（田村ゆかり）         |
| 16             | スター☆トゥインクルプリキュア         | 柳川あかり          | 宮元宏彰              | 村山功             | 高橋晃                | 林ゆうき 橘麻美       | 北川理恵                   | 吉武千颯 |
| 17             | ヒーリングっど♥プリキュア             | 安見香              | 池田洋子              | 香村純子           | 山岡直子              | 寺田志保              | 北川理恵                   | Machico（前期） 宮本佳那子（後期） |
| 18             | トロピカル〜ジュ!プリキュア           | 村瀬亜季            | 土田豊                | 横谷昌宏           | 中谷友紀子            | 寺田志保              | Machico                    | 吉武千颯 北川理恵 |
| 19             | デリシャスパーティ♡プリキュア         | 安見香              | 深澤敏則              | 平林佐和子         | 油布京子              | 寺田志保              | Machico                    | 吉武千颯（前期） 佐々木李子（後期） |
| 20             | ひろがるスカイ!プリキュア             | 鷲尾天 髙橋麻樹     | 小川孝治              | 金月龍之介         | 斎藤敦史              | 深澤恵梨香            | 石井あみ                   | 石井あみ 吉武千颯 |
| 21             | わんだふるぷりきゅあ!                 | 髙橋麻樹            | 佐藤雅教              | 成田良美           | 内田陽子              | 深澤恵梨香            | 吉武千颯                   | 石井あみ 後本萌葉 |
| 22             | キミとアイドルプリキュア♪             | 村瀬亜季            | 今千秋                | 加藤陽一           | 杉本海帆              | 深澤恵梨香 馬瀬みさき | 石井あみ 熊田茜音 吉武千颯 | キュアアイドル（松岡美里） キュアウインク（髙橋ミナミ） キュアキュンキュン（高森奈津美） キュアズキューン（南條愛乃） キュアキッス（花井美春） |
| 派生作品       |                                       |                     |                       |                    |                       |                       |                            | |
| EX1            | キボウノチカラ〜オトナプリキュア'23〜 | 村瀬亜季            | 浜名孝行              | 成田良美           | 中嶋敦子              | 佐藤直紀              | いきものがかり             | キュア・カルテット |
| EX2            | 魔法つかいプリキュア!!〜MIRAI DAYS〜  | 内藤圭祐            | 浜名孝行              | 村山功             | 袖山麻美              | 高木洋                | 北川理恵                   | キュアミラクル（高橋李依） キュアマジカル（堀江由衣） キュアフェリーチェ（早見沙織）                                                           |

| 通算回数 | 達成作品・話数                                                                            | 放送日                    | 備考 |
| -------- | ----------------------------------------------------------------------------------------- | ------------------------- | --- |
| 100回    | 『ふたりはプリキュア Splash Star』第4話                                                   | 2006年2月26日             | |
| 200回    | 『Yes!プリキュア5GoGo!』第6話                                                             | 2008年3月9日              | |
| 300回    | 『ハートキャッチプリキュア!』第8話                                                        | 2010年3月28日             | |
| 400回    | 『スマイルプリキュア!』第11話                                                             | 2012年4月15日             | |
| 500回    | 『ハピネスチャージプリキュア!』第14話                                                     | 2014年5月4日              | 記念オープニングメッセージを放送、記念キャンペーンを実施                                                        |
| 555回    | 『Go!プリンセスプリキュア』第20話                                                         | 2015年6月14日             | 記念オープニングメッセージを放送、記念プレゼントを実施                                                          |
| 600回    | 『魔法つかいプリキュア!』第15話                                                           | 2016年5月15日             | エンドカードで回数到達を発表                                                                                    |
| 700回    | 『HUGっと!プリキュア』第16話                                                              | 2018年5月20日             | |
| 800回    | 『ヒーリングっど♥プリキュア』おさらいセレクション第6話『ヒーリングっど♥プリキュア』第18話 | 2020年5月31日2020年8月2日 | |
| 900回    | 『デリシャスパーティ♡プリキュア』第13話『デリシャスパーティ♡プリキュア』第27話            | 2022年6月5日2022年9月11日 | |
| 1000回   | 『わんだふるぷりきゅあ!』第18話『わんだふるぷりきゅあ!』第32話                            | 2024年6月2日2024年9月8日  | 通算放送回数1000回達成記念として、アイドルグループとのコラボダンス動画を公開、 当該回では冒頭で特別映像を放送。 |

|    | 作品名称                       | 年度別売上高（円） | 年度別売上高（円） | 出典    |
| -- | ------------------------------ | ------------------ | ------------------ | ------- |
| 1  | ふたりはプリキュア             | 101億              |                    | [ 82 ]  |
| 2  | ふたりはプリキュア Max Heart   | 123億              |                    | [ 83 ]  |
| 3  | ふたりはプリキュア Splash Star | 060億              |                    | [ 84 ]  |
| 4  | Yes!プリキュア5                | 105億              |                    | [ 85 ]  |
| 5  | Yes!プリキュア5GoGo!           | 105億              |                    | [ 86 ]  |
| 6  | フレッシュプリキュア!          | 119億              |                    | [ 87 ]  |
| 7  | ハートキャッチプリキュア!      | 125億              |                    | [ 88 ]  |
| 8  | スイートプリキュア♪            | 107億              |                    | [ 89 ]  |
| 9  | スマイルプリキュア!            | 106億              |                    | [ 90 ]  |
| 10 | ドキドキ!プリキュア            | 098億              |                    | [ 91 ]  |
| 11 | ハピネスチャージプリキュア!    | 065億              |                    | [ 92 ]  |
| 12 | Go!プリンセスプリキュア        | 066億              |                    | [ 93 ]  |
| 13 | 魔法つかいプリキュア!          | 075億              |                    | [ 94 ]  |
| 14 | キラキラ☆プリキュアアラモード  | 081億              |                    | [ 95 ]  |
| 15 | HUGっと!プリキュア             | 101億              |                    | [ 96 ]  |
| 16 | スター☆トゥインクルプリキュア  | 083億              |                    | [ 97 ]  |
| 17 | ヒーリングっど♥プリキュア      | 066億              |                    | [ 98 ]  |
| 18 | トロピカル〜ジュ!プリキュア    | 057億              |                    | [ 99 ]  |
| 19 | デリシャスパーティ♡プリキュア  | 056億              |                    | [ 100 ] |
| 20 | ひろがるスカイ!プリキュア      | 064億              |                    | [ 101 ] |
| 21 | わんだふるぷりきゅあ!          | 078億              |                    | [ 102 ] |

### 映画
映画はテレビシリーズの中核3社に加え、東映が配給・制作、バンダイ、マーベラス（旧・マーベラスエンターテイメント→マーベラスAQL）が制作に加わる。また、事業再編や持株会社化に伴い、以下のように制作参加が承継されている事例もある。
- 朝日放送グループ：『奇跡の魔法!』までは朝日放送（現：朝日放送グループホールディングス）、『映画魔法つかい』からはABCアニメーション
- ADKグループ：『メモリーズ』まではアサツー ディ・ケイ、『ユニバース』からはADKエモーションズ

『映画5』から『ミラクルリープ』まで、および『F』では観客参加として「ミラクルライト」が入場者特典として中学生以下の観客にプレゼントされ、『春のカーニバル♪』で「オールスターズドレスアップキー」に一度変更した以外はライトのプレゼントが定着していた。この「ミラクルライト」は劇中のキーアイテムとなり、観客はキャラクター（主に妖精）の呼びかけに応じてライトを振り演出に参加する。『映画ヒーリングっど』以降は『F』を除いて指輪型のライトが配布されており、こちらも劇中のキーアイテムとして扱われている。また、『映画GoGo!』から『映画ドキドキ』まではデータカードダスが、『F』以降はクリアカードがそれぞれ入場者特典としてプレゼントされている。
テレビ放送は基本的に映画公開時期に東映チャンネル・キッズステーションで放送し、両チャンネルでは「プリキュア映画カーニバル!」と銘打った合同企画を実施している。
また、例外として映画公開時期ではなく正月三が日や夏休みを中心に放送されることもあり、地上波では2013年8月25日に「スーパーヒーロー&ヒロイン夏休みスペシャル」内にて『NewStage』を、また2022年3月20日からは3週にわたって『オールスターズメモリーズ』を、いずれも全国ネットで放送したことがあるほか、朝日放送やTOKYO MXが『DX』シリーズや『ドリームスターズ!』、『映画 スター☆トゥインクル』などをローカル枠で放送することがある。
動画配信はテレビシリーズ同様に東映アニメオンデマンドおよびその提携サービスをはじめ、AmazonビデオやNetflixなどで行われている（dアニメストア、バンダイチャンネル、Netflix、Amazon Prime Video、U-NEXTのように配信作品によっては見放題対象となっている場合もある）ほか、ニコニコ生放送でも『映画ハピネス』の公開にあわせて2014年10月に同作品の前夜祭特番と『映画Max Heart』の放送が行われている。2020年3月から5月にかけては、『ミラクルリープ』の公開延期に伴う形で公式YouTubeチャンネルにおいて『映画Max Heart』から『スーパースターズ!』までの過去24作品を週替わりで無料配信を実施していた。
複数記載されている箇所では、上段は本編映画作品、下段は同時上映作品を記す。
| レギュラー単独映画シリーズ | レギュラー単独映画シリーズ | レギュラー単独映画シリーズ | レギュラー単独映画シリーズ | レギュラー単独映画シリーズ | レギュラー単独映画シリーズ                                                          | レギュラー単独映画シリーズ                                                                                     |
| 作品名称 | 公開日                     | 監督                       | 上映時間                   | 興行収入 動員数            | 入場者特典                                                                          | 入場者特典 |
| --- | -------------------------- | -------------------------- | -------------------------- | -------------------------- | ----------------------------------------------------------------------------------- | --- |
| 映画 ふたりはプリキュア Max Heart | 2005年 4月16日             | 志水淳児                   | 約70分                     | 8億5000万円 77万人         | ハートフルコミューン専用キラキラハート                                              | ハートフルコミューン専用キラキラハート                                                                         |
| 映画 ふたりはプリキュア Max Heart 2 雪空のともだち                                                                                          | 2005年 12月10日            | 志水淳児                   | 約71分                     | 5億8000万円 53万人         | プリティ★キュアポーチ                                                               | プリティ★キュアポーチ                                                                                          |
| 映画 ふたりはプリキュア Splash Star チクタク危機一髪!                                                                                       | 2006年 12月9日             | 志水淳児                   | 約50分                     | 3億円 27万人               | プリキュア&デジモンマグネットシート                                                 | プリキュア&デジモンマグネットシート                                                                            |
| 映画 Yes!プリキュア5 鏡の国のミラクル大冒険!                                                                                                | 2007年 11月10日            | 長峯達也                   | 約70分                     | 8億円 72万人               | ミラクルライト                                                                      | ミラクルライト                                                                                                 |
| 映画 Yes!プリキュア5GoGo! お菓子の国のハッピーバースディ♪ちょ〜短編 プリキュアオールスターズ GoGoドリームライブ                             | 2008年 11月8日             | 長峯達也 大塚隆史          | 約75分 （合計）            | 7億8000万円 72万人         | ミラクルライト2 データカードダス限定カード                                          | ミラクルライト2 データカードダス限定カード                                                                     |
| 映画 フレッシュプリキュア! おもちゃの国は秘密がいっぱい!?                                                                                   | 2009年 10月31日            | 志水淳児                   | 約70分                     | 7億9000万円 74万人         | ミラクルハートライト 映画スペシャルデータカードダス プリキュアサンバイザー          | ミラクルハートライト 映画スペシャルデータカードダス プリキュアサンバイザー                                     |
| 映画 ハートキャッチプリキュア! 花の都でファッションショー…ですか!?                                                                          | 2010年 10月30日            | 松本理恵                   | 約71分                     | 9億3000万円 86万人         | ミラクルフラワーライト 映画スペシャルデータカードダス プリキュア!オープンマイハット | ミラクルフラワーライト 映画スペシャルデータカードダス プリキュア!オープンマイハット                            |
| 映画 スイートプリキュア♪ とりもどせ! 心がつなぐ奇跡のメロディ♪                                                                              | 2011年 10月29日            | 池田洋子                   | 約71分                     | 8億9000万円 82万人         | ミラクルライトーン ニャンバイザー♪                                                  | ミラクルライトーン ニャンバイザー♪                                                                             |
| 映画 スマイルプリキュア! 絵本の中はみんなチグハグ!                                                                                          | 2012年 10月27日            | 黒田成美                   | 約71分                     | 9億1000万円 81万人         | ミラクルつばさライト 映画スペシャルデータカードダス スマイル!バイザー               | ミラクルつばさライト 映画スペシャルデータカードダス スマイル!バイザー                                          |
| 映画 ドキドキ!プリキュア マナ結婚!!? 未来につなぐ希望のドレス                                                                               | 2013年 10月26日            | 伊藤尚往                   | 約71分                     | 9億5000万円 -万人          | ミラクルブーケライト 映画スペシャルデータカードダス ドキドキ!ラブリー♡バイザー      | ミラクルブーケライト 映画スペシャルデータカードダス ドキドキ!ラブリー♡バイザー                                 |
| 映画 ハピネスチャージプリキュア! 人形の国のバレリーナ                                                                                       | 2014年 10月11日            | 今千秋                     | 約71分                     | 5億3000万円 -万人          | ミラクルドレスライト 映画特製オリジナルプリカード くるりん♪サンバイザー             | ミラクルドレスライト 映画特製オリジナルプリカード くるりん♪サンバイザー                                        |
| 映画 Go!プリンセスプリキュア Go!Go!!豪華3本立て!!!                                                                                          | 2015年 10月31日            | 座古明史 宮本浩史 貝澤幸男 | 約75分                     | 5億6000万円 -万人          | ミラクルプリンセスライト プリンセスティアラ                                         | ミラクルプリンセスライト プリンセスティアラ                                                                    |
| 映画 魔法つかいプリキュア! 奇跡の変身!キュアモフルン!キュアミラクルとモフルンの魔法レッスン!                                                | 2016年 10月29日            | 田中裕太 真庭秀明          | 約70分 （合計）            | 6億7000万円 -万人          | ミラクルモフルンライト キラキラ招待状シール                                         | ミラクルモフルンライト キラキラ招待状シール                                                                    |
| 映画 キラキラ☆プリキュアアラモード パリッと!想い出のミルフィーユ!Petit☆ドリームスターズ! レッツ・ラ・クッキン?ショータイム!                 | 2017年 10月28日            | 土田豊 宮原直樹            | 約70分 （合計）            | 8億円 -万人                | ミラクル☆キラキラルライト ペリッと!トレビアン☆シール絵はがき                        | ミラクル☆キラキラルライト ペリッと!トレビアン☆シール絵はがき                                                   |
| 映画 スター☆トゥインクルプリキュア 星のうたに想いをこめて                                                                                   | 2019年 10月19日            | 田中裕太                   | 約71分                     | 6億7000万円 -万人          | ミラクル♡スターライト                                                               | ミラクル♡スターライト                                                                                          |
| 映画 ヒーリングっど♥プリキュア ゆめのまちでキュン!っとGoGo!大変身!!映画 トロピカル〜ジュ！プリキュア プチ とびこめ！コラボ♡ダンスパーティ！ | 2021年 3月20日             | 中村亮太 大塚隆史          | 約75分 （合計）            | 4億7000万円 -万人          | ゆめペンダント プリキュア色紙ART                                                    | ゆめペンダント プリキュア色紙ART                                                                               |
| 映画 トロピカル〜ジュ!プリキュア 雪のプリンセスと奇跡の指輪!                                                                                | 2021年 10月23日            | 志水淳児                   | 約70分                     | 5億9000万円 -万人          | スノーハートクルリング トロピカるハートイヤリング                                   | スノーハートクルリング トロピカるハートイヤリング                                                              |
| 映画 デリシャスパーティ♡プリキュア 夢みる♡お子さまランチ!わたしだけのお子さまランチ                                                         | 2022年 9月23日             | 座古明史 山元隼一          | 約71分 （合計）            | 8億7000万円 -万人          | ドリーミアリング 描き下ろしポストカード                                             | ドリーミアリング 描き下ろしポストカード                                                                        |
| わんだふるぷりきゅあ!ざ・むーびー! ドキドキ♡ゲームの世界で大冒険!                                                                           | 2024年 9月13日             | 宮原直樹                   | 約71分                     | 12億4000万円 80万人        | 光る!フレンドリング(こむぎver./ユキver.) わんだふる♡クリアカード                    | 光る!フレンドリング(こむぎver./ユキver.) わんだふる♡クリアカード                                               |
| 映画 キミとアイドルプリキュア♪ お待たせ!キミに届けるキラッキライブ!                                                                         | 2025年 9月12日予定         | 小川孝治                   |                            |                            | 光る!ミラクルアイアイブレス(プリルンver./メロロンver.)                              | 光る!ミラクルアイアイブレス(プリルンver./メロロンver.)                                                         |
| クロスオーバー映画シリーズ |                            |                            |                            |                            |                                                                                     | |
| 作品名称 | 公開日                     | 監督                       | 上映時間                   | 登場プリキュア数           | 興行収入 動員数                                                                     | 入場者特典 |
| 映画 プリキュアオールスターズDX みんなともだちっ☆奇跡の全員大集合!                                                                          | 2009年 3月20日             | 大塚隆史                   | 約70分                     | 14人                       | 10億1000万円 94万人                                                                 | レインボーミラクルライト データカードダス限定カード                                                            |
| 映画 プリキュアオールスターズDX2 希望の光☆レインボージュエルを守れ!                                                                         | 2010年 3月20日             | 大塚隆史                   | 約71分                     | 17人                       | 11億5000万円 107万3000人                                                            | クリスタルミラクルライト プリキュアオールスターズルーレットカード DX2タイプサンバイザー                        |
| 映画 プリキュアオールスターズDX3 未来にとどけ! 世界をつなぐ☆虹色の花                                                                        | 2011年 3月19日             | 大塚隆史                   | 約71分                     | 21人                       | 10億2000万円 94万人                                                                 | プリズムスターミラクルライト 映画スペシャルデータカードダス オールスターズDX3(サン)バイザー                    |
| 映画 プリキュアオールスターズNewStage みらいのともだち                                                                                      | 2012年 3月17日             | 志水淳児                   | 約71分                     | 29人                       | 10億2000万円 95万人                                                                 | ミラクルデコルライト オールスターズニューバイザー                                                              |
| 映画 プリキュアオールスターズNewStage2 こころのともだち                                                                                     | 2013年 3月16日             | 小川孝治                   | 約71分                     | 32人                       | 10億3000万円 90万人                                                                 | ミラクルダブルハートライト なかよしバイザー おともだち認定証                                                   |
| 映画 プリキュアオールスターズNewStage3 永遠のともだち                                                                                       | 2014年 3月15日             | 小川孝治                   | 約71分                     | 36人                       | 9億1000万円 -万人                                                                   | ミラクルドリームライト ずっとおともだちバイザー おともだち認定証                                               |
| 映画 プリキュアオールスターズ 春のカーニバル♪                                                                                               | 2015年 3月14日             | 志水淳児                   | 約74分                     | 40人                       | 6億円 -万人                                                                         | オールスターズドレスアップキー プリンセス♪きらきらティアラ（紙帽子）                                           |
| 映画 プリキュアオールスターズ みんなで歌う♪奇跡の魔法!                                                                                      | 2016年 3月19日             | 土田豊                     | 約70分                     | 44人                       | 6億4000万円 -万人                                                                   | ミラクルステッキライト オールスターズキラキラシール                                                            |
| 映画 プリキュアドリームスターズ! | 2017年 3月18日             | 宮本浩史                   | 約71分                     | 12人                       | 7億円 -万人                                                                         | ミラクルサクライト キラキラお花見♪シール                                                                       |
| 映画 プリキュアスーパースターズ! | 2018年 3月17日             | 池田洋子                   | 約70分                     | 12人                       | 8億4000万円 -万人                                                                   | ミラクルクローバーライト                                                                                       |
| 映画 HUGっと!プリキュア♡ふたりはプリキュア オールスターズメモリーズ                                                                         | 2018年 10月27日            | 宮本浩史                   | 約73分                     | 55人                       | 11億5000万円 99万3000人                                                             | ミラクル♡メモリーズライト ミライクリスタル〜キュアエール&キュアブラック〜                                      |
| 映画 プリキュアミラクルユニバース | 2019年 3月16日             | 貝澤幸男                   | 約71分                     | 15人                       | 9億4000万円 -万人                                                                   | ミラクル☆ユニバースライト                                                                                      |
| 映画 プリキュアミラクルリープ みんなとの不思議な1日                                                                                         | 2020年 10月31日            | 深澤敏則                   | 約71分                     | 13人                       | 3億9000万円 -万人                                                                   | ミラクルンライト                                                                                               |
| 映画 プリキュアオールスターズF | 2023年 9月15日             | 田中裕太                   | 約73分                     | 79人                       | 15億円 119万人                                                                      | 復活!ミラクルライト（ブルー/ピンク） Film Collection クリアカード Film Collection クリアカード NEWデザインver. |
| 3Dアニメーション映画シリーズ |                            |                            |                            |                            |                                                                                     | |
| 作品名称 | 公開日                     | 監督                       | 上映時間                   | 登場プリキュア数           | 入場者特典                                                                          | 入場者特典 |
| ふたりはプリキュア Splash Star マジッ★ドキッ♥ 3Dシアター                                                                                    | 2006年                     | 西尾大介                   | 約12分                     | -                          | -                                                                                   | - |
| プリキュアオールスターズDX 3Dシアター | 2011年                     | 宮原直樹                   | 約12分                     | 22人                       | -                                                                                   | - |
| みんなあつまれ!プリキュアフェスティバル プリキュア ON ミラクル♡マジカル☆ステージ                                                            | 2016年                     | -                          | 約 - 分                    | 44人                       | オリジナル・プリキュアカード モフルンぼうし                                         | オリジナル・プリキュアカード モフルンぼうし                                                                    |

### ゲーム
データカードダス機・キッズゲーム機はバンダイからの発売、販売。

#### 家庭用ゲーム機
『こえであそぼう〜』は発売：東映アニメーション・販売：廣済堂、『ひろがるスカイ〜』は発売・販売：ディースリー・パブリッシャー、それ以外はすべてバンダイナムコエンターテインメントからの発売、販売（2006年3月まで旧バンダイ、同年4月〜2014年3月までバンダイナムコゲームス [バンダイレーベル]、同年4月〜2015年3月までバンダイナムコゲームス、同年4月より現会社名）。プリキュア5GoGo!までは敵と戦うアクション系のゲームがメインだったが、フレッシュプリキュア以降は全て着せ替えや、ダンス、ミニゲーム系のゲームとなった。
- ふたりはプリキュア ありえな〜い!夢の園は大迷宮（ゲームボーイアドバンス、2004年12月9日発売）
- ふたりはプリキュア Max Heart マジ?マジ?ファイトdeINじゃない（ゲームボーイアドバンス、2005年7月28日発売）
- ふたりはプリキュア Max Heart DANZEN! DSでプリキュア力を合わせて大バトル!!（ニンテンドーDS、2005年12月1日発売）
- ふたりはプリキュア Splash Star パンパカ★ゲームでぜっこうちょう（ニンテンドーDS、2006年11月30日発売）
- Yes!プリキュア5（ニンテンドーDS、2007年11月29日発売）
- Yes!プリキュア5GoGo! 全員しゅーGO! ドリームフェスティバル（ニンテンドーDS、2008年10月30日発売）
- フレッシュプリキュア! あそびコレクション（ニンテンドーDS、2009年10月29日発売）
- ハートキャッチプリキュア! おしゃれコレクション（ニンテンドーDS、2010年8月5日発売）
- こえであそぼう ハートキャッチプリキュア!（ニンテンドーDS、2010年11月11日発売）
- スイートプリキュア♪ メロディコレクション（ニンテンドーDS、2011年8月25日発売）
- スマイルプリキュア! レッツゴー! メルヘンワールド（ニンテンドー3DS、2012年8月2日発売）
- プリキュアオールスターズ ぜんいんしゅうごう☆レッツダンス!（Wii、2013年3月28日発売）
- ドキドキ!プリキュア なりきりライフ!（ニンテンドー3DS、2013年8月1日発売）
- ハピネスチャージプリキュア! かわルン☆コレクション（ニンテンドー3DS、2014年7月31日発売）
- Go!プリンセスプリキュア シュガー王国と6人のプリンセス!（ニンテンドー3DS、2015年7月30日発売）
- なりキッズパーク HUGっと!プリキュア（Nintendo Switch、2018年11月21日発売）
- ひろがるスカイ!プリキュア ひろがる!パズルコレクション（Nintendo Switch、2023年8月10日発売）

#### データカードダス機
- うたって!プリキュアドリームライブ 〜スピッチュカードでメタモルフォーゼ!?〜
- プリキュアオールスターズ GoGoドリームライブ!
- プリキュアオールスターズ フレッシュドリームダンス
- プリキュアオールスターズ ハートキャッチドリームダンス
- プリキュアオールスターズ
- プリキュア プリンセスパーティー
- プリキュア まほうのパーティー

#### オンラインゲーム
- あそんでプリキュア
- 新・あそんでプリキュア
- プリキュアオンライン

#### キッズゲーム機
- ふたりはプリキュア（PICO）
- ふたりはプリキュア Max Heart（Beena）
- ふたりはプリキュア Splash Star（Beena）
- Yes! プリキュア あそんでおぼえよう!ひらがな!（Beena）
- Yes!プリキュア5GoGo! love☆loveひらがなレッスン（Beena）
- いっしょにへんしん♥フレッシュプリキュア!（Beena）
- おしゃれにへんしん★ ハートキャッチプリキュア!（Beena）
- スイートプリキュア♪ ハッピーおしゃれハーモニー☆（Beena）

#### スマートフォンアプリ
- プリキュアがいっぱい! プリキュア大辞典 -お父さんのためのプリキュア検定-
  - 2010年3月19日（iPhone版）/2013年4月13日（Android版）発売。開発はオブラゴン。
  - 2012年12月7日にはiPad版の『プリキュアがいっぱい!HD−わたしのプリキュア・アルバム−プリキュア大辞典』がリリースされている。
  - 2020年5月17日より新版の『新・プリキュアがいっぱい！〜Precure Dictionary〜』の配信を開始。
- ハートキャッチプリキュア! デコカメラ
  - 2010年10月25日発売。iPhone用のみ。開発はホビーストック。
- ハートキャッチプリキュア! パズル
  - 2010年12月16日発売。iPhone用のみ。開発はホビーストック。
- スイートプリキュア♪ デコカメラ
  - 2011年6月13日発売。iPhone用のみ。開発はホビーストック。
- スイートプリキュア♪ パズル
  - 2011年7月29日発売。iPhone用のみ。開発はホビーストック。
- プリキュア 目覚まし時計
  - 2012年2月17日無料配布開始。iPhone用のみ。開発はインターリンク。
- スマイルプリキュア! デコカメラ
  - 2012年5月25日発売。iPhone用のみ。開発はホビーストック。
- スマイルプリキュア! パズル
  - 2012年8月発売。iPhone用のみ。開発はホビーストック。
- スマイルプリキュア!ライブ壁紙
  - 2012年12月26日発売。Android用のみ。開発は東映アニメーション。
- プリキュアがいっぱい
  - 2013年1月11日配信開始、2019年7月31日配信終了。auスマートパス向けサービス、Android版はネイティブアプリ、iOS版はWebアプリで提供。開発は東映アニメーション・サイバード。
- プリキュア公式アプリ
  - 2013年1月19日（iOS版、iPhone/iPad両対応）/4月22日（Android版）無料配布開始。開発は朝日放送→朝日放送テレビ。
  - 配布時は『ドキドキ!プリキュア』版として配布、2014年2月からは『ハピネスチャージプリキュア!』版に、2015年2月からは『Go!プリンセスプリキュア』版にリニューアル。
  - 2016年2月1日に『魔法つかいプリキュア!』開始に合わせて、新アプリとして配信を開始。
  - 2017年2月1日に『キラキラ☆プリキュアアラモード』開始に合わせて、新アプリとして配信を開始。
  - 『HUGっと!プリキュア』は従来までのネイティブアプリを廃止し、2018年4月2日からWebアプリ「フレフレみんな!HUGっとチャレンジ」を配信。
- プリキュア カード&ボイスコレクション
  - 2013年5月配信開始、auスマートパス向けサービス、Android版はネイティブアプリ、iOS版はWebアプリで提供。開発は朝日放送。
  - 2016年2月3日に『魔法つかいプリキュア!』開始に合わせて、『魔法つかいプリキュア! マジカルコレクション』として配信を開始。
  - 2017年2月3日に『キラキラ☆プリキュアアラモード』開始に合わせて、『キラキラ☆プリキュアアラモード アラモードコレクション』として配信を開始。
  - 2018年2月に『HUGっと!プリキュア』開始に合わせて、『HUGっと!プリキュア クリスタルコレクション』として配信を開始。
  - 『スター☆トゥインクルプリキュア』からはスマートフォン向け有料サービス「プリキュアプレミアム」のauスマートパス版、スゴ得コンテンツ版として運営を行っている。
- ドキドキ!プリキュアライブ壁紙
  - 2013年2月19日発売。Android用のみ。開発は東映アニメーション。
- ドキドキ!プリキュア さわっておしゃべり♪
  - 2013年5月1日無料配布開始。iOS版のみ。開発はバンダイナムコゲームス。
- キュアラインメールであそぼう
  - 2014年4月18日無料配布開始。iPhone版とAndroid版がある。開発はバンダイ。
- プリキュア つながるぱずるん
  - 2017年3月16日配信開始、2020年6月2日サービス終了。iOS版（iPhone/iPad両対応）とAndroid版がある。開発はバンダイナムコエンターテインメント[136]。

#### トレーディングカードゲーム
- プリズムコネクト ふたりはプリキュア/ふたりはプリキュアMax Heart（ムービック×エンスカイ）

### 書籍類
基本的に幼児向けの書籍は講談社が発行しており、雑誌掲載分についても同社の『なかよし』『たのしい幼稚園』『おともだち』及び各誌の増刊が担っている。それ以外の分野については後述の事例のように、講談社以外の出版社が手がけることが多い。

#### 漫画
漫画版（コミカライズ）は『なかよし』（講談社）にて上北ふたごにより連載されている（詳細は各テレビシリーズの該当項目を参照）。作品によっては単行本や連載分をまとめたムックが発売されていたが、2014年12月から2015年3月にかけて「プリキュアコレクション」として、2014年3月に発行された『ドキドキ』を除く全作品がワイドKCで発行、過去に発行された事のある『ふたりはプリキュア』と『Splash Star』第1巻は事実上の復刊となる。また、同シリーズとして『Max Heart』『Splash Star』の映画版全3作の書き下ろし単行本が2015年6月に復刊、『Go!プリンセス』以降の作品も続いて発行が行われ、『魔法つかい』の第2巻からは通常版とはカバー・ピンナップのイラストを変え、テレビシリーズとは別の描き下ろしエピソードを収録した小冊子が付属する特装版が発行されている。
また、上北がこれまでの表紙等で描いたプリキュアシリーズのイラストや描き下ろしイラストを収録した画集が発売されている。
- 上北ふたご オールプリキュアイラスト集 Futago Kamikita × All Precure（2016年3月17日発売）ISBN 978-4-06-364982-6
- 上北ふたご オールプリキュアイラスト集2 Futago Kamikita × All Precure（2019年3月13日発売）ISBN 978-4-06-515135-8
- 上北ふたご プリキュア20周年記念イラスト集 Futago Kamikita × All Precure（2023年8月3日発売予定）ISBN 978-4-06-532819-4

#### フィルムコミック
映像のフィルムを再編集して漫画化したフィルムコミックは、テレビシリーズのものは『無印』が講談社から発売されたのみ（全3巻であるため全話は収録されていない）で、映画版は2007年公開の『映画5』から2014年公開の『NewStage3』までは一迅社から、2022年公開の『映画デリシャスパーティ』以降はエムディエヌコーポレーションから発売されている。
一迅社版は、EDは全て省かれているが、OPは省かれている作品と省かれていない作品がある。またシリーズ映画では、プロローグの「『ミラクルライト』の使用解説」と、『映画フレッシュ』以降行っている「ラストのダンスシーンとその解説」は全て省かれている。そして本編部ではページ数の関係上、場面の一部を省いている（特に変身シークエンスは全て短縮）が、クライマックスのミラクルライト開始の場面、および「ミラクルライトでプリキュアを応援しよう!」「みんな、ありがとう」といった関連セリフは、全て収録されている。

#### 小説
児童向け作品としては、KADOKAWAの児童書レーベル、角川つばさ文庫から2011年3月に『DX3』、2012年3月に『NewStage』のノベライズが発行されている。講談社KK文庫からは2017年3月には『映画 Go!プリンセス』の中編作品『プリキュアとレフィのワンダーナイト!』のその後を書いた『物語 Go!プリンセスプリキュア 花とレフィの冒険』が、同年9月には『魔法つかい』のノベライズが発行されている。
- 小説 プリキュアオールスターズDX3 未来にとどけ！世界をつなぐ☆虹色の花 - 村山功・著、角川つばさ文庫、2011年3月18日発売
- 小説 プリキュアオールスターズNewStage みらいのともだち - 成田良美・著、角川つばさ文庫、2012年3月19日発売
- 物語 Go!プリンセスプリキュア 花とレフィの冒険 - 秋之桜子・著、講談社KK文庫、2017年3月15日発売
- 小説 魔法つかいプリキュア! いま、時間旅行って言いました!? - 村山功・著、講談社KK文庫、2017年10月10日発売

また、大人向け作品として、2015年9月17日には講談社キャラクター文庫から『無印』『ハートキャッチ』のノベライズが発行、以後シリーズ作品が順次刊行されている。2023年2月8日にはシリーズ20周年を記念し、既刊6冊の新装版が発行された。
- 小説 ふたりはプリキュア - 鐘弘亜樹・著、2015年9月17日発売
- 小説 ハートキャッチプリキュア！ - 山田隆司・著、2015年9月17日発売
- 小説 フレッシュプリキュア！ - 前川淳・著、2016年3月17日発売
- 小説 スマイルプリキュア - 小林雄次・著、2016年10月4日発売
- 小説 スイートプリキュア♪ - 大野敏哉・著、2016年11月23日発売
- 小説 ふたりはプリキュア マックスハート - 井上亜樹子・著、2017年10月19日発売
- 小説 ドキドキ！プリキュア - 山口亮太・著、2024年9月17日発売[138]

#### 絵本
「はじめてのプリキュアえほん」シリーズとして発売。いずれも講談社発行で、文は摘木葉枝芽、イラストはにあ・れいとひろ・かねこが担当。
- はじめてのプリキュアえほん（1） わすれもの - 2013年6月28日発売（ISBN 978-4-06-218487-8）
- はじめてのプリキュアえほん（2） あぶないよ - 2013年6月28日発売（ISBN 978-4-06-218494-6）
- はじめてのプリキュアえほん（3） おかたづけ - 2014年4月10日発売（ISBN 978-4-06-218813-5）

また、2014年6月25日には講談社の「おともだちよみきかせえほんシリーズ」の一環として、世界の名作童話をプリキュアキャラで絵本化した「プリキュアオールスターズ 名作えほん」が発行された。
- プリキュアオールスターズ 名作えほん（1） きんのがちょう くるみわりにんぎょう
- プリキュアオールスターズ 名作えほん（2） しらゆきひめ[注 78] おおきな かぶ
- プリキュアオールスターズ 名作えほん（3） こびとのくつや にんぎょひめ

いずれも様々な役に変身前のプリキュアが扮し、作品によっては歴代サブキャラクターや歴代敵キャラクターも登場している。なお、発行当時『ハピネス』のメンバーでなかったキュアフォーチュンは冒頭で「氷川いおな」、巻末で「キュアフォーチュン」としていずれも「配役紹介」のみの登場に止まっている。
その他、講談社からテレビ絵本が発行されている。

#### ファンブック
子供向け作品という性質上、アニメファン向けの書籍発行例は少ない。『無印』シリーズでは講談社が各作2冊ずつ発行していた。それ以後は途絶えた状態となっていたが、『フレッシュ』の時代に「レッツ! プリキュア」が刊行され、『ハートキャッチ』の世代から「だいすき プリキュア!」として復活した。2011年にぴあがシリーズを包括的にまとめた「プリキュアぴあ」を発行して以後、各社から画集やファンブック、インタビュー集などアニメファン向けの書籍が発行されている。また、設定資料集が『ハピネス』まではムービックから、『Go!プリンセス』以降は東映アニメーションから発行されている（『ハピネス』からのBDにも設定資料ライブラリーとしてスライドショー形式で収録されている）。ここではシリーズ全体を包括的にまとめた書籍を記述する。各作品をあつかった書籍については各作品の記事を参照のこと。
プリキュアぴあ（ぴあ、2011年3月2日発行、ISBN 978-4-8356-2001-5）
『DX3』を中心に、当時の最新作である『スイート』までの全作品のプリキュアの紹介やシリーズガイド、声優の直筆メッセージ、スタッフインタビューで構成。
プリキュア10周年公式アニバーサリーブック（発行：東映アニメーション、発売：メディアパル、2014年3月15日発行、ISBN 978-4-89610-913-9）
シリーズ10周年を記念したファンブックで、発売日は『NewStage3』の公開日と同一。『ハピネス』『NewStage3』の最新情報やアニメーターによる座談会、シリーズガイド、歴代プリキュアと声優の紹介・スタッフのコメントで構成。
プリキュアぴあ 2015（ぴあ、2015年3月14日発売、ISBN 978-4-8356-2438-9）
『春のカーニバル♪』公開に合わせて発行された、「プリキュアぴあ」の第2弾。同映画の紹介とともに、同映画に合わせる形で歴代作品のストーリーと主題歌のガイドを掲載。
Febri特別号 プリキュア15周年アニバーサリーブック（一迅社、2018年9月19日発売）
シリーズ15周年を記念して発行されるファンブックで、55人のプリキュアを担当声優の思い出のシーンやコメントともに紹介するキャラクターファイル、歴代キャラクターデザイナーによる描き下ろし色紙イラスト、漫画版作者の上北ふたごのインタビュー記事と色紙イラスト、青山充によるカラーイラストやオールスターズシリーズの各種設定資料、原画などを掲載した「青山充 プリキュアワークス」と青山による描き下ろし綴じ込みピンナップなどで構成。
2023年10月20日には20周年記念の増補改訂版として、『ひろがるスカイ』の特集記事や玩具で振り返るプリキュアの20年の歴史、歴代音楽担当者やシリーズ構成・脚本で長らく作品に携わっている成田良美へのインタビュー、『スター☆トゥインクル』以降の担当声優が選ぶメモリアルエピソード、テレビシリーズおよび映画作品の作品データなどを追加収録した「プリキュア20周年アニバーサリーブック」（ISBN 978-4-75-801845-6）と、全プリキュア（『HUGっと』までの「15周年アニバーサリーブック」収録記事のアップデート版及び『スター☆トゥインクル』以降の新規記事）並びに各シリーズごとの妖精や敵幹部の紹介記事で構成される「プリキュア20周年キャラクターブック」（ISBN 978-4-75-801846-3）が発売されている。
プリキュア15周年アニバーサリー プリキュアコスチュームクロニクル（講談社、2018年10月27日発売）ISBN 978-4-06-513506-8
プリキュアの変身後のコスチュームや各キャラクターのファッションという視点から、どのようにコスチュームが誕生したのかやファッション・スタイルなど設定について取材を行い、インタビューや当時のイラスト、最新のイラストなどでその秘密に迫る。
2023年10月31日には20周年記念の増補改訂版（ISBN 978-4-06-532401-1）が発売。
ぜーんぶ見せちゃう♡アイドルプリキュア大図鑑（東映アニメーション、2019年10月発行）
プリティストアで発売されたグッズ「アイドルプリキュア」シリーズで用いられたイラストを収録した画集。
プリキュア20周年アニバーサリー プリキュアオールスターズ ポストカードブック（講談社）
20周年記念のスペシャルイラストをポストカードにして収録。1巻（2023年7月4日発売、ISBN 978-4-06-532143-0）では『無印』から『ハピネス』まで、2巻（同年10月18日発売、ISBN 978-4-06-532938-2）では『Go!プリンセス』から『ひろがるスカイ』までを収録。
だいすき プリキュア!（講談社）
年3回のペースで発行。プリキュアの最新情報についてまとめた特集ページやグッズの紹介ページがメインだが、データカードダスやオールスターズのページもあり、映画やミュージカルなどのお知らせや間違い探しなどの遊びページもある。アンケートはがきが付属しており、応募すると抽選でプレゼントが当たる。付録として「だいすきシール」があり、シール遊びが楽しめる。最後のページには漫画コーナーがあり、後述の『プリキュア まんがえほん』にも同様の漫画が収録されることがある。
『スマイル』までは通算の巻数を出していたが、『ドキドキ』以降は「春・夏号」「秋号」「冬号」となった。なお、『ハピネスチャージ』の冬号は存在しない。
『Go!プリンセス』以降はシールと漫画がなくなり、代わりにおもちゃの付録が付くようになった。また、「春・夏号」と「秋・冬号」の年2回刊行となった。
プリキュア まんがえほん（講談社）
『ハートキャッチ』以降、年に2巻ほどのペースで刊行。漫画のイラストはにあ・れい&ひろ・かねこ。現役プリキュアとオールスターズが絡むが、プリキュアたちのやろうとしていることを妨害する現役敵幹部や怪物をオールスターズと協力して撃退する物語が多い。話によっては歴代サブキャラクター、もしくはそれに似た脇役も登場することがある。中にはシリーズの第1話を脚色したものもあった。巻頭または巻末には遊びのページがあり、プリキュアのシールも付属している。「だいすき プリキュア!」同様、毎回抽選でプレゼントが当たるアンケートを実施している。
先述した「だいすき プリキュア!」にもこの漫画のコーナーがあるほか、映画前売り券を買うと映画版まんがえほんがついてくることがある。
『Go!プリンセス』以降は文庫本サイズになり、遊びページがなくなった分1冊に収録されている漫画の数が増えた。

### インターネット配信番組
CLUB ココ&ナッツ
2008年2月5日から12月24日まで『Yes!プリキュア5GoGo!』の連動番組としてアニメイトTVで配信されたインターネットラジオ。パーソナリティはココ（小々田コージ）役の草尾毅とナッツ（夏）役の入野自由が務めた。
プリキュアわくわくチャンネル
プリキュアシリーズのオリジナル動画チャンネルとして、2021年2月から2022年1月30日までLINE LIVEに開設。主題歌歌手の吉武千颯と歴代のプリキュアたちによるオリジナル企画動画を配信する。通称はわくプリ。 日本航空（JAL）第1テクニカルセンター（東京都大田区羽田空港）や東映アニメーションミュージアム（東京都練馬区東大泉）等での仕事体験や、ビーズカクテルやアイス作りを中心に配信される。また、生配信を行う事もある。
前述の通り2022年1月30日を以て配信を終了している。
ちはやお姉さんの見たい！聴きたい！伝えたい！
2022年3月30日から、マーベラス音楽映像公式YouTubeチャンネルで不定期に18時を中心に生配信されている、主題歌歌手の吉武千颯による近日発売予定、または発売された各作品の音楽CD・映像商品や開催予定の公式ライブに関する情報を紹介する番組。
ぷちきゅあ〜Precure Fairies〜
プリキュアシリーズにて過去に登場していた妖精をメインとしたスピンオフショートアニメ。2025年4月3日18時30分よりYouTubeのぷちきゅあ公式チャンネルをはじめ、各プリキュア公式SNSにて配信。

### ラジオ番組
吉田仁美のプリキュアラジオ キュアキュア♡プリティ
2014年4月6日から2015年3月29日まで朝日放送（現：朝日放送ラジオ）で、プリキュアシリーズ10周年記念として放送された番組。パーソナリティは主題歌担当歌手の吉田仁美が務めた。

### キャラクターショー・ミュージカル
2004年の『ふたりはプリキュア』の着ぐるみによるキャラクターショーを開始、遊園地やショッピングセンター、六本木ヒルズアリーナ（テレビ朝日・六本木ヒルズ 夏祭り SUMMER STATION開催期間のみ）などを中心に開催している。これが好評を呼んだことから朝日放送、東映アニメーション、東映の3社が共同企画し、劇団飛行船の協力を得る形でマスクプレイミュージカルを開催している。ミュージカルオリジナルのストーリーや主題歌歌手の出演などテレビでは見られない別の楽しさから人気のイベントとなっている。なお、ボーカルアルバムの1作目は基本的にミュージカル使用楽曲で構成されている。また、毎年7月に開催されていた梅田芸術劇場での公演はDVDとして販売されていた（『Go!プリンセス』まで）ほか、毎年10月から12月には和歌山マリーナシティポルトヨーロッパ内のABCアドベンチャーホールで、ミュージカルの内容をそのままにワイヤーアクションや特殊効果などのアクション性を強化した「アクションステージ」が開催されていた。『アラモード』からはミュージカルパートに加え、プリキュアたちが主題歌やキャラクターソングにのってダンスパフォーマンスを披露するライブパートが設けられた「ドリームステージ」として開催されており、『デリシャスパーティ』からは年末に飛行船シアターを会場に、270度スクリーンによる映像演出など通常のドリームステージに追加要素を加えた特別公演「ドリームステージプラス」が行われる。このほか『わんだふる』のドリームステージでは2024年12月14日に尼崎市総合文化センター（あましんアルカイックホール、兵庫県尼崎市）で公演予定のステージでは同作品主題歌歌手の吉武千颯と石井あみがゲストとして出演、通常のドリームステージに歌唱コーナーを加えた演出となる『わんだふるぷりきゅあ！ ドリームステージLIVEプラス』として公演予定となっている。また、『スター☆トゥインクル』から行われている感謝祭イベントでは、このイベント用にシリーズ構成担当者が書き下ろしたオリジナルストーリーのショーが演じられている。
キャラクターショーのストーリーは、『魔法つかい』までは前期と後期の2種類、『アラモード』以降は前期・中期・後期の3種類が存在する。ただし、追加戦士に対応しきれない場合、それぞれのストーリーを途中で少し変えて追加戦士を登場させることが多い。ショーでは殆どの作品において変身後の姿で終始進行するため、この姿のまま変身前の会話も行われるが、ミュージカルや感謝祭イベントでのショーでは変身前の姿も用意されている。また、『Go!プリンセス』からのミュージカルでは前作・前々作の主人公、『アラモード』からはそれに加えてライブパートで前作・前々作の全プリキュアが客演する。作品によってはテレビシリーズのサブキャラクターやショー・ミュージカルオリジナルのゲストキャラクターも登場することがあり、ミュージカルにおいてはゲストキャラクターがストーリーに大きく関わってくるのも特長となっている。
敵の幹部は各期で各1人ずつ登場するパターンのため、登場しない幹部もいる。ミュージカルでは『Go!プリンセス』までは幹部が全員登場する一方で、『魔法つかい』以降は一部の幹部のみ登場したり、『HUGっと』『スター☆トゥインクル』のようにミュージカルオリジナルの幹部キャラのみ登場することもある。ザコ敵はアニメに登場しないオリジナルの敵であることが多く、サイズもプリキュアと同じであることもあり力押しよりも一風変わった攻撃をする。
『スマイル』から『魔法つかい』のミュージカルは声優の米本千珠が「Chani」名義で、『スター☆トゥインクル』『ヒーリングっど』『デリシャスパーティ』のドリームステージではこれまでのテレビアニメ作品でも携わっている小林雄次が、『ひろがるスカイ』のドリームステージでは『デリシャスパーティ』シリーズ構成の平林佐和子が、それぞれ脚本を担当している。また、地方公演は開催地のテレビ朝日系列局も主催に名を連ねることがある。
また、シリーズ初の舞台化作品として男子高校生が主役となる「『Dancing☆Starプリキュア』The Stage」（脚本・演出：ほさかよう）が2023年10月28日から11月5日まで品川プリンスホテル ステラボール（東京都品川区）、同年11月10日から12日までサンケイホールブリーゼ（大阪市北区）にてそれぞれ第1弾、以降2025年2月・3月に第2弾、同年12月に東京と大阪で第3弾が上演される予定となっている。

### 関連テレビ番組
声ガール!
2018年4月から6月に朝日放送テレビの深夜ドラマ枠「ドラマL」にて放送された、本シリーズとコラボレーションし声優業界を題材としたテレビドラマ。主演を『アラモード』有栖川ひまり（キュアカスタード）役の福原遥が務めた。
発表!全プリキュア大投票
2019年9月14日にNHK BSプレミアムで放送された人気投票企画を核とした本シリーズの特集番組。事前番組として8月には『歴史秘話ヒストリア』をベースにした特集番組『歴史秘話 プリキュアヒストリア』も放送された。
祝！プリキュア20周年!!周年の軌跡 魅力♡祭典♡熱狂スペシャル!!!
TOKYO MXで2024年1月28日19時 - 19時30分に放送された特別番組（エムキャスでの同時配信、TVerでの見逃し配信も実施）。シリーズ20周年の1年間の軌跡を、鷲尾天へのインタビュー、『全プリキュア展』『全プリキュアパレード』『Dancing☆Starプリキュア』『全プリキュア 20th Anniversary LIVE!』の模様や『ひろがるスカイ』『キボウノチカラ』『F』の映像などで振り返るとともに、『わんだふる』の見所も紹介した。

### 関連化粧品・菓子などのブランド
2021年から『Pretty Holic』のブランド名で、子供向けと大人向けの商品がバンダイより発売、同社の通販サイト『プレミアムバンダイ』や家電量販店などの玩具売り場で販売されている。

## 音楽
音楽CDはマーベラス（旧：マーベラスエンターテイメント→マーベラスAQL）から発売されている。また、販売元は下記の企業に委託されている。
- バップ（2004年4月まで）
- ジェネオン・ユニバーサル・エンターテイメントジャパン（旧：ジェネオンエンタテインメント・現：NBCユニバーサル・エンターテイメントジャパン、2004年9月から2011年1月まで）
- ソニー・ミュージックソリューションズ[注 91]（旧：ソニー・ミュージックディストリビューション→ソニー・ミュージックマーケティング、2011年2月から）

2010年8月4日にiTunes Storeにてプリキュアシリーズの楽曲の配信を行うと発表、同年9月29日より『フレッシュ』『ハートキャッチ』の主題歌・挿入歌・BGM約200曲の配信を開始しており、以後順次過去のシリーズにさかのぼる形で配信楽曲を増やしており、この他レコチョクやmoraでも順次楽曲配信を行っている。また、2015年12月26日からはe-onkyo music、music.jp、オリコンミュージックストア等で、2016年2月7日からはmoraで、『Go!プリンセス』シングル・ボーカルアルバム計4タイトルからハイレゾ音源での楽曲配信を開始、順次過去にリリースされた楽曲もハイレゾ配信を行うことになっている。2017年3月24日に開始したスマートフォン向けアニメソング定額配信サービスANiUTa（2022年7月末サービス終了）でもサービス開始時から『ハピネス』以降の作品、同年4月26日からはテレビ・映画全作品の主題歌や関連曲、サウンドトラックの全曲配信を開始、その他SpotifyやApple Musicなどのサブスクリプションサービスでもストリーミング配信を実施している。2021年4月発売分から配信スケジュールが変更となり、CD発売と同日に着うた・着うたフル・デジタルダウンロード配信・ハイレゾ音源配信といった都度課金型及びANiUTaでの配信を開始、発売から1ヶ月後にANiUTa以外の主要サブスクリプションサービスでの配信が行われるかたちとなった。2023年2月にはシリーズ20周年を記念して、これまで発表した総計790曲以上の楽曲の主要サブスクリプションサービスでの配信が解禁された。
2023年1月25日にはシリーズ放送20周年を記念した楽曲として、いきものがかりによる書き下ろしの新曲『ときめき』が制作されたことが発表され、あわせてこの曲を用いたシリーズ20周年記念のプロモーションビデオがプリキュア公式YouTubeチャンネルにて公開された。

### 主題歌・挿入歌
各作品の主題歌（オープニング・エンディング）担当歌手は「作品一覧」を参照。歴代の担当歌手によってはユニットを組んで歌唱参加することもある。
オープニングは基本的に1年間同じ楽曲が使われているが、『無印』の「DANZEN! ふたりはプリキュア」（以下「DANZEN!」）は続編の『Max Heart』でもバージョン違いで使われているほか、作品によっては前後期で異なるバージョンが使われていたり、歌詞を2番に差し替えることもある。アニメーションはストーリーが進むとマイナーチェンジ（追加メンバーや新アイテム、新たな敵幹部の登場など）が施される。
エンディングは『無印』を除き前期と後期に分かれている。『GoGo!』まではアニメーションだったが、『フレッシュ』からは「ダンス好きな子供が増加」というアンケート結果を踏まえプリキュアが曲に合わせてダンスを披露する3DCGアニメーションに変更されており、ダンス自体も振付師によって振り付けがなされている。また『魔法つかい』『HUGっと』『キミとアイドル』ではプリキュア役の声優によるキャラクターソングが用いられている。
ただし作品によってはその回にあわせる形で特殊なエンディングを用いる、あるいは映画公開時期に合わせる形でオープニングでは映画のダイジェスト映像、エンディングでは映画でのエンディングテーマに差し替えられることもある。
この他、挿入歌として、歌手によるイメージソングやプリキュア役の声優によるキャラクターソングが用いられることがあり、中には劇中で芸能活動等を行っているキャラクターと密接に繋がる楽曲も存在する。
映画についても基本的にテレビシリーズの主題歌がそのまま用いられるだけでなく、主題歌の別バージョンや主題歌・挿入歌を問わず映画オリジナル楽曲を使うことがあり、場合によっては著名な歌手とのタイアップ楽曲が用いられる場合がある。

### 劇伴
『5』シリーズまでの初期5作および『キボウノチカラ』は佐藤直紀、『フレッシュ』から『スマイル』までの4作は高梨康治（一部藤澤健至、水谷広実による劇伴も存在する）、『ドキドキ』から『Go!プリンセス』までの3作および『魔法つかい』シリーズは高木洋、『アラモード』から『スター☆トゥインクル』までの3作は林ゆうき（『スター☆トゥインクル』では橘麻美と共同）、『ヒーリングっど』から『デリシャスパーティ』までの3作は寺田志保、『ひろがるスカイ』からは深澤恵梨香（『キミとアイドル』では馬瀬みさきと共同）が劇伴を手掛けている。担当者が同じ場合に限り、シリーズの前作品までの劇伴が流用されることがある。クロスオーバー映画については『DX』と『DX2』は佐藤と高梨の連名、『DX3』は佐藤単独、『New Stage』シリーズと『春のカーニバル』は高梨単独、『奇跡の魔法』以降は上映当時のテレビシリーズと同じ劇伴担当者が手掛けており、映画の劇伴担当者以外が手掛けた作品の劇伴（アレンジを含む）を使用する場合は該当作品の担当者が「音楽特別協力」としてクレジットされる事もある。選曲はシリーズ開始時からスワラ・プロの水野さやかが担当している。

### 音楽CD-BOX・コンピレーションアルバム
作品ごとのCD-BOXはそれぞれの項目を参照。
- プリキュア 5th ANNIVERSARY プリキュア ボーカルBOXシリーズ（2008年）
- プリキュア映画主題歌コレクション（2011年）
- プリキュア ボーカルベストBOX（2013年）
- プリキュアカラフルコレクション（2014年）
- プリキュア映画主題歌コレクション2（2015年）
- プリキュア オープニングテーマコレクション2004〜2016（2016年）
- プリキュア エンディングテーマコレクション2004〜2016（2017年）
- プリキュア ボーカルベストBOX 2013-2017（2018年）
- プリキュア映画主題歌コレクション3（2018年）
- プリキュア ボーカルベストBOX 2018-2023（2023年）
- プリキュア主題歌 TVsize collection〜20th Anniversary Edition〜（2023年）

### ライブ・コンサートの開催
公式的なコンサートやライブとしては、一般的にCD発売時や各種イベント等で行われるミニライブがあるほか、前述の通りミュージカルショーあるいはキャラクターショー、声優陣による朗読劇に付随する形でミニライブが行われる。また2011年から2013年にかけて、プリキュア関連楽曲とクラシック楽曲を組み合わせたオーケストラコンサートが開催（プリキュアオールスターズ スペシャルコンサート with 京都フィルハーモニー室内合奏団を参照）されたほか、2015年には『Go!プリンセス』を主体にしたライブが開催、2017年には『アラモード』の声優・歌手による初の公式キャラクターソングライブが開催、以降の作品でもライブイベントが開催されるようになっている。
アニソンフェスにも主題歌歌手が出演することがあり、なかでも『Animelo Summer Live』では2014年に主題歌歌手5人による「プリキュアサマーレインボー！」が出演、2017年には『アラモード』の主題歌歌手とプリキュア役声優が「キラキラ☆プリキュアアラモード サマーセッション」として、2023年には『ひろがるスカイ』の主題歌歌手2人とプリキュア役声優2人（関根明良、加隈亜衣）、さらには歴代主題歌歌手2人（北川理恵、Machico）が『Hero Girls！“サマー”スカイ！プリキュア』として出演した。逆にシリーズ公式ライブに音楽アーティストがスペシャルゲストとして出演することもある。
また、一部の作品の出演者や歌手、作曲家達は、本シリーズで出会ったことをきっかけに、公式側とは別に各々達で企画したライブを時折行っている。シリーズ内の異なる作品の出演者が合同（ゲストに呼んで）でライブを行うこともある。
2021年に開催された『ヒーリングっど♥プリキュア感謝祭オンライン』以降のシリーズ公式ライブ、感謝祭、記念ライブでは配信プラットフォームとしてぴあが運営する「PIA LIVE STREAM」のほか、同社とKDDI・沖縄セルラー電話が共同で運営するチケット先行発売・イベント・ステージ・スポーツ観戦等への抽選招待サービス「uP!!!」、DONUTSが運営する配信サービス「ミクチャ」、JOYSOUNDが運営する「みるハコ」のほか「ZAIKO」、「VRChat」、「TELASA」などで生配信・期間限定のアーカイブ配信がそれぞれ実施される。
このほか、会場で出演者・歌手が着用していたライブ衣装の展示会が開催されることもある（後述）。
主なライブとしては以下の物がある（便宜上トークライブも含む）。

#### 作品単独ライブ
キラキラ☆プリキュアアラモードLIVE2017 スウィート☆デコレーション
2017年10月7日にかつしかシンフォニーヒルズモーツァルトホールで開催された、『アラモード』の出演声優と主題歌歌手によるライブイベント。
HUGっと!プリキュアLIVE2018 ライブ・フォー・ユー!!
2018年7月29日に品川ステラボールで開催された、『HUGっと』の出演声優と主題歌歌手によるライブイベント。
スター☆トゥインクルプリキュアLIVE2019 KIRA☆YABA!イマジネーションライブ
2019年9月28日に昭和女子大学人見記念講堂で開催された、『スター☆トゥインクル』の出演声優と主題歌歌手によるライブイベント。
トロピカル〜ジュ!プリキュアLIVE2021 Viva!トロピカSUMMER!LIVE
2021年9月25日にパシフィコ横浜国立大ホールで開催された『トロピカル〜ジュ!』の出演声優・主題歌歌手によるライブイベント。昼夜2公演。
デリシャスパーティ♡プリキュアLIVE2022 Cheers!Delicious LIVE Party♡
2022年10月29日・30日にTOKYO DOME CITY HALLで開催された、『デリシャスパーティ』の出演声優・主題歌歌手によるライブイベント。29日は夜のみの1公演、30日は昼夜2公演。
ひろがるスカイ!プリキュアLIVE2023 Hero Girls Live 〜Max!Splash!GoGo!〜
2023年10月21日にパシフィコ横浜国立大ホールで開催された、『ひろがるスカイ』の主題歌歌手と出演声優によるライブイベント。昼夜2公演。
わんだふるぷりきゅあ!LIVE2024 FUN☆FUN☆えぼりゅーしょん!
2024年10月12日にKT Zepp Yokohamaで開催された『わんだふる』の主題歌歌手と出演声優によるライブイベント。昼夜2公演。
キミとアイドルプリキュア♪LIVE2025 You&I=We're IDOL PRECURE
2025年10月18日にパシフィコ横浜国立大ホールで開催予定の、『キミとアイドル』の主題歌歌手と出演声優によるライブイベント。昼夜2公演。

#### プリキュアライブ衣装展
前述のプリキュアライブでテレビシリーズ出演声優や主題歌歌手が着用した衣装を展示するイベントがタワーレコード渋谷2階催事スペースにて毎年9月下旬に開催されている。
2022年は9月20日から10月2日まで、『デリシャスパーティ♡プリキュアLIVE2022 Cheers!Delicious LIVE Party♡』の開催を記念して展示、会場では9月20日から9月25日まで『スター☆トゥインクルプリキュアLIVE2019 KIRA☆YABA!イマジネーションライブ』、9月26日から10月2日まで『トロピカル〜ジュ!プリキュアLIVE2021 Viva!トロピカSUMMER!LIVE』の出演者・歌手のライブ衣装、2020年9月に開催を予定していた『ヒーリングっど♥プリキュア LIVE2020 キュアTouch!ヒーリングっど♥MUSIC!』の中止に伴う振替配信で使⽤された⾐装がそれぞれ展示された。また、『デリシャスパーティ』のライブ開催に先駆け、オリジナルグッズを数量限定で先行販売したほか、『トロピカル〜ジュ!』のオリジナルグッズも一部販売された。
2023年は9月12日から26日の期間にて昨年に引き続き『- Cheers！Delicious LIVE Party♡』の衣装展示のほか、『プリキュアシンガーズ Premium LIVE HOUSE Circuit！』や『ひろがるスカイ！プリキュアLIVE2023 Hero Girls Live 〜Max!Splash!GoGo!』の一部限定グッズを数量限定で先行販売した。また、「『ひろがるスカイ！プリキュア』後期主題歌シングル」と「『映画 プリキュアオールスターズF』テーマソングシングル」の発売を記念して当該商品購入者を対象に吉武千颯によるサイン・特典お渡し会も実施された。
2024年は『わんだふるぷりきゅあ!LIVE2024 FUN☆FUN☆えぼりゅーしょん!』の開催を記念して9月3日から18日まで4階エスカレーター側催事スペースにて開催、会場にて歴代プリキュア主題歌歌手が『ひろがるスカイ！プリキュアLIVE2023 Hero Girls Live 〜Max!Splash!GoGo!』にて着用した衣装が展示され、3⽇から10日に石井あみ、北川理恵、Machico、吉武千颯、11⽇から18日に五條真由美、うちやえゆか、工藤真由、宮本佳那子の衣装をそれぞれ展示した。

#### プリキュア感謝祭
スター☆トゥインクルプリキュア感謝祭
2020年2月にオリックス劇場（15日・16日）と中野サンプラザホール（21日・22日）で開催された『スター☆トゥインクル』の出演声優・主題歌歌手によるイベント。各日ファミリー向けとアニメファン向けの昼夜2公演で開催され、ライブステージやキャラクターショー、トークコーナーや朗読劇などで構成された。
ヒーリングっど♥プリキュア感謝祭オンライン
2021年2月21日にオンライン開催された『ヒーリングっど』の出演声優・主題歌歌手によるイベント。朗読劇やキャラクターショー、トークコーナー、ライブステージなどで構成。
トロピカル〜ジュ！プリキュア 感謝祭
2022年2月19日・20日にJ:COMホール八王子（八王子市民会館）にて開催された『トロピカル〜ジュ!』の出演声優・主題歌歌手によるイベント。各日ファミリー向けとアニメファン向けの昼夜2公演で開催され、ライブステージやキャラクターショー、トークコーナーや朗読劇などで構成。
デリシャスパーティ♡プリキュア感謝祭
2023年2月18日・19日に中野サンプラザホールで開催された『デリシャスパーティ』の出演声優・主題歌歌手によるイベント。各日ファミリー向けとアニメファン向けの昼夜2公演で開催され、ライブステージやキャラクターショー、トークコーナーや朗読劇などで構成された。
ひろがるスカイ！プリキュア 感謝祭
2024年2月17日・18日にTOKYO DOME CITY HALLで開催された『ひろがるスカイ』の出演声優・主題歌歌手によるイベント。各日ファミリー向けとアニメファン向けの昼夜2公演で開催され、ライブステージやキャラクターショー、プリキュアの撮影コーナー、トークコーナーや朗読劇などで構成された。
わんだふるぷりきゅあ！感謝祭
2025年2月8日・9日にTOKYO DOME CITY HALLで開催された『わんだふる』の出演声優・主題歌歌手によるイベント。各日ファミリー向けとアニメファン向けの昼夜2公演で開催され、ライブステージやキャラクターショー、プリキュアの撮影コーナー、トークコーナーや朗読劇などで構成された。

#### その他の作品公式ライブ
プリキュアオールスターズ スペシャルコンサート with 京都フィルハーモニー室内合奏団
2011年2月26日・27日に大阪市北区の梅田芸術劇場で、朝日放送の創立60周年とこの年の3月の『DX3』の公開を記念して開催された、シリーズ初のオーケストラコンサート。歴代の主題歌やクラシック楽曲を京都フィルハーモニー室内合奏団の演奏、当時の歴代21人のプリキュアと主題歌歌手7人が出演した。
2012年・2013年にも、「プリキュア プレミアムコンサート〜オーケストラと遊ぼう〜」と題して同様の趣旨のコンサートを開催、京都フィルハーモニー室内合奏団が演奏し、当時の新旧作品のプリキュアと主題歌歌手が出演した。
プリキュア15周年Anniversaryライブ 〜15☆Dreams Come True!〜
2019年1月19日・20日に中野サンプラザホールで開催された、シリーズ15周年記念のライブイベント。
プリキュアバーチャルワールド
シリーズ20周年を記念し、東映アニメーションとGugenkaの共催で2023年12月9日・10日にZAIKOおよびVRChatでオンライン開催されたシリーズ初のバーチャルミュージックイベント。『5gogo!』『ハートキャッチ』『スマイル』の3作品15人のプリキュアが登場しテーマソングやキャラクターソングを披露したほか、『ハートキャッチ』のバーチャルキャラクターショーも行われた。さらにゲストアーティストとしてプリキュアファンのバーチャルYouTuber6人が出演した。
全プリキュア 20th Anniversary LIVE!
2024年1月20日・21日に横浜市港北区の横浜アリーナで開催された歴代全作品の主題歌歌手と出演声優、さらにはプリキュア達によるシリーズ20周年記念のライブイベント。各日ファミリー向けとアニメファン向けの昼夜2公演で開催され、20日夜開催の「Premium Night DAY1」、21日夜開催の「Premium Night DAY2」では、歴代全作品の出演声優39人・主題歌歌手18人・プリキュア78人によるライブステージのほか、オリジナルシナリオとなる朗読劇、21日昼に開催されるファミリー向けの昼公演ではシリーズ20年の歴史に沿って、オリジナルストーリーを描いていくライブ演出で構成される「大集合！夢のメモリアルステージショー」として歴代全作品の主題歌歌手18人と78人のプリキュアに加えオリジナルキャラクターであるライブルン（声 - 吉田仁美）が登場、さらには21日夜にはスペシャルゲストとしていきものがかりが出演した。また、ライブ3公演はいずれも配信プラットフォームとしてミクチャ、カラオケルームでライブビューイングが可能なJOYSOUNDのみるハコにて生配信、期間限定のアーカイブ配信も実施された。
ハピネスチャージプリキュア！10thファンミーティング
2024年12月12日に練馬文化センターこぶしホールで開催された『ハピネスチャージ』放送開始10周年を記念した同作品の出演声優・主題歌歌手によるファンミーティングイベント。ライブステージやトークコーナー、朗読劇などで構成された。
魔法つかいプリキュア!!〜MIRAI DAYS〜後夜祭
2025年5月18日にシアターGロッソで開催された『MIRAI DAYS』の出演声優による同作品放送終了後の後夜祭イベント。トークコーナーや朗読劇などで構成されたほか、ライブステージとして『MIRAI DAYS』オープニング主題歌歌手の北川理恵も映像にて出演・披露した。
プリキュアクラシックコンサート
2025年9月14日・15日に神奈川県川崎市高津区の洗足学園 前田ホールにて開催予定のクラシックコンサートイベント。演奏をプリキュアクラシックフィルハーモニー管弦楽団、指揮を井上洸（音楽プロデューサー・ディレクター、ABCアニメーション（元マーベラス）所属）がそれぞれ担当し、ダンスコーナーも設けられる予定となっている。

#### プリキュアシンガーズ Premium LIVE HOUSE Circuit!
毎年夏期の7 - 8月にかけて主要都市のライブハウスにて開催される、歴代全作品の主題歌歌手によるプレミアム・ライブハウスイベント。2024年以降はイベントタイトルに西暦が付記された「プリキュアシンガーズ Premium LIVE HOUSE Circuit！20XX」として開催されている。
2023年はシリーズ20周年を記念して7月1日に「vol.1 ＜2019-2023 Newest 5 Years 〜広島公演〜＞」をBLUELIVE HIROSHIMAにて、同年8月5日に「vol.2 ＜2009-2018 Middle 10 Years 〜大阪公演〜＞」をumeda TRADにて、8月19日に「vol.3 ＜2004-2008 First 5 Years 〜東京公演〜＞」をharevutaiにてそれぞれ開催。タイトル通り歴代全作品の楽曲を全国3都市（東京・大阪・広島）に分かれて開催され、各公演にはそれらの年代の作品の主題歌歌手が登場した。このうち、東京公演では「ZAIKO」にてオンラインによる生配信も実施されたほか、2023年4月7日17時から5月7日23時59分までの期間、マーベラス特設サイトにて各歴代作品のボーカル曲から約529曲を対象に、7つのテーマごとに1日1回投票を行う『“テーマ別”プリキュア楽曲総選挙』にて7つのテーマのうちの1つである「ライブで聴きたい曲」にて投票された楽曲のうちランキング上位となった楽曲が各3公演の歌唱曲に選定される企画が実施された。
2024年は7月5日・6日にharevutai、同月19日にNAGOYA ReNY、同月20日にUMEDA CLUB QUATTRO、同年8月3日にBLUELIVE HIROSHIMAにてそれぞれ開催。昨年と同様にタイトル通り歴代全作品の楽曲を披露するイベントとして全国各地にて開催、昨年から3都市（東京・大阪・広島）に加え新たに名古屋でも開催された。
2025年は7月5日にBLUELIVE HIROSHIMA、同月6日にGORILLA HALL OSAKA、同月19日にKT Zepp Yokohama（2公演）、8月3日にNAGOYA ReNY limitedの計4都市5公演で開催。昨年まで関東では東京（harevutai）で行われていたが、同年は横浜で開催された。

#### 関係者による非公式ライブ
よにんでSUPER☆TEUCHI☆LIVE
『SplashStar』の主演声優である樹元オリエと榎本温子、主題歌歌手の五條真由美とうちやえゆかの4人によって2007年より断続的に行われているライブイベント。
Oui!青春☆Shining Party〜乙女たちからの招待状〜
2009年3月29日に、三瓶由布子、伊瀬茉莉也、仙台エリ、永野愛、前田愛らによって開催された、プリキュア5メンバーのライブ。
3幹部TALKLIVE
『スマイル』の3幹部を演じた志村知幸、岩崎ひろし、冨永みーなの3人によるトークライブで、2013年2月3日に第1回が行われて以降、ほぼ定期的に開催されていた。
Sweet & Bitter
主題歌歌手の工藤真由と池田彩によるツーマンライブ。2013年3月に1回目が開催され、以後3年にわたり開催された。工藤と池田はこれ以外にも、2人揃ってアニソン系のライブに出演したり、互いのワンマンライブにゲスト出演することが多い。
Cure Metal Nite
『フレッシュ』から『スマイル』及びオールスターズシリーズの劇伴を手がけた高梨康治が、ヘヴィメタルアレンジした劇伴をバンド編成で生演奏するライブ。2014年8月23日・24日に初開催され、2015年8月23日、2016年8月27日にも開催された。
高梨によるライブは2017年は音楽ユニット「刃-yaiba-」を主体とした『高梨康治 & 刃-yaiba- LIVE』に継承されている。その後2022年9月3日に「高梨康治 CureMetalNite 2022」が開催され、この公演では高梨の後に劇伴を担当した高木洋と林ゆうきもゲスト出演している。

## その他

### 映像ソフト
映像ソフトもCD同様マーベラス（旧マーベラスエンターテイメント→マーベラスAQL）が発売しており、販売元については以下の通り作品によって委託先の企業が異なっている。
- 『ハートキャッチ』までのテレビシリーズ（総集編も含む）・映画作品、『Go!プリンセス』から『ヒーリングっど』のテレビシリーズ、『映画ハピネス』から『映画ヒーリングっど』までの映画作品、『アラモード』から『ヒーリングっど』のライブビデオ、『ヒーリングっど』のドリームステージはポニーキャニオンが販売元
- 『スイート』から『ハピネス』までのテレビシリーズ、『DX3』から『NewStage3』までの映画作品はTCエンタテインメントが販売元
- 『トロピカル〜ジュ』からのテレビシリーズ（『キボウノチカラ』『MIRAI DAYS』も含む）・映画作品、『デリシャスパーティ』までのライブビデオ、『ふたり』シリーズの20周年記念BD-BOXはハピネット・メディアマーケティングが販売元
- 『ひろがるスカイ』のライブビデオは制作委員会とマーベラスが発売元で、マーベラスが自社で販売を担う[227][228][229]
- 映画作品のレンタル版は発売元：東映ビデオ、販売元：東映
- 『フレッシュ』から『Go!プリンセス』のミュージカルショーやスペシャルコンサートなどは発売元：朝日放送、販売元：TCエンタテインメント
- 『Dancing☆Starプリキュア』The Stageのミュージカルショーはアニメイトが販売元[230]

最初期はVHSでもリリースされていたが、『Max Heart』第8巻でリリースが打ち切られ、以後はDVDのみでのリリースとなる。『DX2』でシリーズ初めてとなるBlu-ray Disc版が発売され、『映画ハートキャッチ』でシリーズ単独映画作品初のBD版が、『スイート』でテレビシリーズ初のBD版が発売されている。また、2011年3月にシリーズ初となる『無印』のDVD-BOXが発売され、以後順次DVD-BOX（『5』シリーズからはBD-BOX）が発売されており、2013年3月には『DX』シリーズ3部作のBD-BOXが発売されている（販売元はポニーキャニオン）ほか、2015年3月と6月には『Max Heart』から『フレッシュ』までのシリーズ映画作品のBDが発売されている。
このほか、シリーズを横断した映像ソフトとしては以下の3作品がある。
プリキュアエンディングムービーコレクション 〜みんなでダンス!〜
2014年3月12日発売、販売元：TCエンタテインメント。『フレッシュ』から『ドキドキ』までの5作品の前後期ED計10曲の映像を収録したBD/DVD。ノンテロップバージョンの映像のほか、ダンスのレッスン映像を通常テンポとスローテンポの2種類収録している。
映画プリキュアシリーズ オープニング&エンディング コンプリートコレクション
2016年1月6日発売、販売元：ポニーキャニオン。『映画Max Heart』から『映画ハピネス』までの映画17作品のオープニングとエンディングのノンテロップバージョンを1本に収録したBD/DVD。映像特典として『オールスターズNewStage』3部作のエンディングダンスCGのメイキング映像とニンテンドーDS用ゲーム『Yes!プリキュア5GoGo! 全員しゅ〜Go!ドリームフェスティバル』のオープニング映像を収録。
プリキュアエンディングムービーコレクション 〜みんなでダンス!〜2
2017年12月20日発売、販売元：ポニーキャニオン。エンディング映像集の第2作で、『ハピネスチャージ』から『アラモード』までの4作品の前後期ED計8曲の映像を収録したBD/DVD。ノンテロップバージョンの映像のほか、ダンスのレッスン映像を通常テンポとスローテンポの2種類収録。映像特典として『アラモード』の着ぐるみによる前後期EDダンスレッスンムービーを収録。

### 本編以外の映像
作品本編及びオープニング・エンディング映像以外の各種映像についても、作品や放送時期によって変更や差異が発生する。ここでは各作品ごとの違いを概説する。作品内での差異は各作品の記事を参照。

#### 提供クレジット
提供クレジット表示はOP後と次回予告後に挿入される。この時背景にそれぞれ別のイラストが用いられ、前期と後期で切り替わる。『無印』のOP後はテロップが消えた後にOPの最後のカットのまま、提供が表示される。
『ハピネス』以降からは1月放送時に次作の予告映像を挿入するため、提供クレジットはアバンタイトルと予告映像内に右下に縮小表示されるようになり、『アラモード』からは作中に登場したアニマルスイーツの作り方を紹介するミニコーナーや映画のハイライトシーンを流すコーナーがある場合に同様の措置が取られる。
また、『Go!プリンセス』の秋映画公開時期以降は、提供クレジット部分を差し替えて映画の予告またはハイライト映像が流れるようになっている。なお、右下に縮小で提供クレジットが表示されている間は字幕放送と時刻表示を一時中断する。
提供クレジット表示では画面左右に告知テロップが表示されるが、連動データ放送の案内（dボタンを押すことを促す表示）や見逃し配信の告知が表示された場合、山陰放送ではそれが非表示となる。

#### サブタイトル背景
放送する回のサブタイトルを表示する際に用いられる背景には概ねプリキュア（作品によりパートナー妖精も）が登場するが、作品によってはこの限りではない。ここでは簡潔に説明し詳細については各作品の「各話リスト」を参照。
『無印』『Splash Star』『5』『スマイル』は追加メンバーがいないため、第1話から初期メンバーが全員集結したものが使われている。
前述以外の作品（追加メンバーがいる作品）は様々な手法があるため下記で説明する。
1. 主人公の仲間になった時点で登場 - 『ハートキャッチ』『ハピネス』『魔法つかい』『ひろがるスカイ』
『ひろがるスカイ』ではツバサ・あげはがチーム加入後に順次追加。後に追加メンバーとなるエルは初回から登場している。
2. 1.とは逆に未登場（初期メンバーのまま） - 『Max Heart』『ドキドキ』『アラモード』『ヒーリングっど』『デリシャスパーティ』『わんだふる』
『わんだふる』ではワンダフル・フレンディのみ登場し、ニャミー・リリアンはチーム加入後も未登場。
3. 第1話から登場 - 『GoGo!』『トロピカル〜ジュ』
『トロピカル〜ジュ』は後に追加メンバーとなるローラが初回から登場している。ただしプリキュアとしての姿は追加メンバーとなってから登場。
4. 毎回人物や背景などが変更される - 『フレッシュ』
5. プリキュア全員やパートナー妖精が登場しない - 『スイート』
6. 主人公プリキュアのみ登場 - 『Go!プリンセス』
7. 主人公プリキュアとパートナー妖精が登場 - 『HUGっと』『スター☆トゥインクル』
ただし後者は妖精が2匹いるが1匹（フワ）しか登場しておらず、またサブタイトルが省略される回もある。

サブタイトルを読み上げるのは『ふたり』シリーズではメインの2人を演じる声優が、『5』以降は基本的に主人公役の声優が担当するが、『スイート』ではタイトルに「〜ニャ」という語尾が付く関係上ハミィを演じた三石琴乃が担当したほか、『スマイル』の各プリキュア個人を中心にした一部の回ではそのプリキュアを演じた声優が担当している。

#### アイキャッチ
番組のAパートとBパート間のCMに入る際に使われるアイキャッチだが、新たなアイテムの入手や追加メンバーの加入により番組が約半分経過した時点で変更される場合が多い。また、下記に挙げる作品は細かなアレンジがあるため解説する。
- 『GoGo!』 - 第14話で後期版に変更されるが、くるみ（ローズ）は追加されていない。
- 『スイート』 - 後期版において、両パートとも第38話よりアコが追加。
- 『スマイル』 - 両パートともルーレットを採用（Aパートはプリキュア5人[注 99]とキャンディがランダムに、Bパートはキャンディのみ。回によってはアカンベェが登場することもある）。アニメーションは変更されずにアイテムが変更される（前期版はスマイルパクト、後期版はロイヤルクロック）。
- 『ドキドキ』 - 前期版において、第6話まで両パートともAパートを使用[注 100]。後期版のBパートは前期版のマイナーチェンジ映像[注 101]。
- 『ハピネス』『Go!プリンセス』 - 前者は歴代プリキュアたちのメッセージ[注 102]が、後者はナレーションがオープニング前に追加されたため、Aパート終了時は画面右下にタイトルロゴが表示されるだけに変更されBパートのみとなる。以降この設定となる。
  - 『Go!プリンセス』は上記に加え、前期版はパートナー妖精パフの毎回違うヘアアレンジとなっている。
- 『魔法つかい』 - 前期、中期、後期に分かれる。
- 『アラモード』 - 歯磨き、大量ドーナツ、サンドイッチの3種類の映像のうちどれかが毎回ローテーションで登場。同じ映像は連続では登場しない。
- 『HUGっと』から『デリシャスパーティ』 - 前後期それぞれ2種類の映像を偶数回・奇数回で使い分けている。『スター☆トゥインクル』以降は開始当初は1パターンのみでその後2種類使い分けに移行するが、第48話ではアイキャッチを省略している。
- 『ひろがるスカイ』『わんだふる』『キミとアイドル』 - 前者はプリキュア覚醒者が増えるタイミング、後2者は1クール毎[注 103]にアイキャッチ映像が差し替わる。使われる映像はそれぞれの時期で1種類のみ。

#### 予告
各話の次回予告は、『HUGっと』までは30秒、『スター☆トゥインクル』以降は20秒。
映画予告を兼ねた特別版の映像やプレゼント、次シリーズ予告などを含んだ場合の予告映像はテレビ朝日系列フルネット局と山陰放送（TBS系列、7日遅れ）の初回放送のみ流され、独立局や衛星放送などでの放送、映像ソフト版、映像配信版ともに収録されず、別のバージョンが流される（『5』までは次回予告のセリフが別バージョンに差し替えとなり、『GoGo!』以降はオープニングを通常版に差し替えられた）。なお、この別バージョンの予告映像は番組公式サイトや公式YouTubeチャンネルでも見られるようになっている。

#### アバンタイトル
『ドキドキ』までは通常のアバンタイトルであったが、『ハピネス』ではシリーズ10周年記念としてアバンタイトル終了後に特別なシーンが登場する。また、『アラモード』から『デリシャスパーティ』までと『キミとアイドル』はほぼ毎回アバンタイトルが特別仕様となった（『アラモード』『ヒーリングっど』は第6話から、『HUGっと』『キミとアイドル』は第2回から、『スター☆トゥインクル』『デリシャスパーティ』は第3回から）が、その回の物語の内容によってはこれが省略されることもあるほか、『アラモード』『HUGっと』の新年1回目の放送では新年の挨拶になっている。
『ハピネス』の場合
1. アバンタイトル終了後、プリキュア10周年の記念ロゴが現れる。
2. その後、歴代のプリキュアが自己紹介し、祝福のメッセージを述べる。そしてオープニングに突入。

『アラモード』から『デリシャスパーティ』、『キミとアイドル』の場合
1. 番組開始とともに『アラモード』『スター☆トゥインクル』『トロピカル〜ジュ』はロゴ、『HUGっと』『ヒーリングっど』『キミとアイドル』は専用の背景が映る。『デリシャスパーティ』では専用の背景と共にナレーションが入る。
2. その後『アラモード』ではロゴからいちかが飛び出して画面に激突、『HUGっと』ではプリキュアメンバーの誰かが出てくる（『HUGっと』のみ始めからいたりメンバー以外のキャラクターがいることもある）。『スター☆トゥインクル』ではひかるが画面下から登場する。『ヒーリングっど』では主にのどかとラビリンがロゴが描かれた幕を持って登場するが、放送回によっては他のメンバーや妖精が登場する。『トロピカル〜ジュ』ではロゴの前をまなつが走り抜けてからバックし画面側に顔を向ける。『デリシャスパーティ』ではゆいが人参を齧り、「デリシャスマイル〜!」と言った後、ロゴの入った幕を掲げる。『キミとアイドル』ではキュアアイドルが「イェ～イ！いくよ～！」と合図する。
3. その後、いちか・ひかる・まなつ・ゆいやプリキュアメンバーの自己紹介が始まりアバンタイトルがスタート。『キミとアイドル』ではアイドル・ウインク（第4話から登場）・キュンキュン（第8話から登場）が「『キミとアイドルプリキュア♪』開演だよ！」とアナウンスしてアバンタイトルがスタート。

#### エンドカード
提供クレジットの後に表示されるエンドカードだが、こちらも作品により違いがある。
- 『無印』から『フレッシュ』までと『スイート』は毎回変わり、次週の内容に沿ったものが表示される。
- 『ハートキャッチ』では毎回では無くなり特定の話数に進むまでは同じものが使われる仕様となる。
- 『スマイル』『ドキドキ』ではデータ放送との連動により、プリキュアのエンドカードをランダムに表示する仕様となる。
- 『ハピネス』から似顔絵コーナーになる。『Go!プリンセス』まではエンドカードの背景は変わらなかったが、『魔法つかい』では放送したその回の話をイメージした週替わりのエンドカードが表示される形式となる。『魔法つかい』は似顔絵紹介は前期で終了し、後期以降は全面的に各話をイメージしたエンドカードに移行、『HUGっと』もこれを踏襲している。
- 『アラモード』では次回予告のあと、ミニコーナー「プリアラ レッツ・ラ 1ぷんかんクッキング」「プリアラ レッツ・ラ デコレーション」が放送される場合、このコーナーで作中に登場したスイーツのレシピを紹介、提供クレジットはこの中で表示され、エンドカードはこのコーナーで作ったスイーツの写真が表示される。
- 『スター☆トゥインクル』では次回予告の後に星座占いのミニコーナーを挿入する関係上、特別な回を除きエンドカードが表示されない。これは『ヒーリングっど』でも継承され、ミニコーナーが実質的にエンドカード代わりとなっている。これらのミニコーナーは公式YouTubeチャンネルや公式Instagramアカウントでも動画配信されている。
- 『トロピカル〜ジュ』では、前期は公式YouTubeチャンネルで『トロピカおしゃレッスン』の動画配信告知を行ったが、後期以降はエンドカード表示に切り替わり、中にはアニメーション形式も用いられている。『デリシャスパーティ』も後者に準じているが、第20話・第21話ではエンドカードに代わりプリキュアが視聴者の名前を呼ぶコーナーが設けられ[234]、『ひろがるスカイ』以降でも継承。
- 『ひろがるスカイ』では、前期は通常のエンドカードであったが、後期以降はTVer・TELASAの見逃し配信の告知[注 108]に切り替わり、『わんだふる』以降は第1話から後者に準じ、途中より告知にABEMAが加わっている。

プレゼントクイズやプレゼントキーワード、映画公開の時期、プリキュアの誕生日当日またはそれが近い時期などはそれぞれ専用のエンドカードが表示されるが、TOKYO MX・キッズステーションなどの再放送では本来用意されていたエンドカードや本編のカットを利用したエンドカードに差し替えられていることがある。
また、全作品において最終回仕様のエンドカードが用意されており、『Splash Star』のみED直後、その他は通常通り提供テロップの直後に表示される。『ハートキャッチ』以降はキャラクターデザイナーによる描き下ろしのエンドカードが使われるようになり、そのデザインは原則としてプリキュアとパートナー妖精だが、作品によってはサブキャラクターや敵キャラクターが加わる事もある。

#### バトンタッチ映像
「作品一覧」で述べたように『ハピネス』の最終回から新旧主人公たちによるバトンタッチ映像がエンディング後に流れる。なおこの映像は各公式ホームページで視聴可能。その一方で映像ソフト収録時や各種再放送等では前述の次回予告同様にバトンタッチ映像が割愛・変更されることがある。『スター☆トゥインクル』最終回のバトンタッチ映像は前述の星座占いのミニコーナーを内包したものとなっている。
なお、これより前の『スイート』第45・46・47話では、エンドカードで『スイート』と次作『スマイル』キャラの共演が行われている。いずれも妖精は『スイート』のハミィと『スマイル』のキャンディだが、共演プリキュアは次の通り。
- 第45話 - 『スイート』のメロディと『スマイル』のハッピー
- 第46話 - 『スイート』のリズム・ビート・ミューズと『スマイル』のサニー・ピース・マーチ・ビューティ
- 第47話 - 『スイート』『スマイル』とも全員

### 視聴者参加企画
2010年の『ハートキャッチ』から劇中に登場するアイテムのデザインを一般公募で募集し、最優秀作品賞受賞者のアイデアを劇中に登場させる視聴者参加企画が講談社の幼児誌『おともだち』『たのしい幼稚園』の2誌の協賛で始まった。また、最優秀作品賞受賞者の氏名はコンテストの結果発表回のエンディングで氏名がクレジットされる。過去に行われた企画は以下のとおり。
- 2010年『ハートキャッチ』 - 「フェアリードロップドレスデザインコンテスト[237]」花咲つぼみのドレスデザインの企画。最優秀作品はデータカードダスでカード化もされた。
- 2011年『スイート』 - 「ラッキースプーンカップケーキデザインコンテスト[238]」南野奏が作るカップケーキのデザインの企画。最優秀作品は東京池袋のナムコ・ナンジャタウンで期間・数量限定で商品化もされた。
- 2012年『スマイル』 - なし
- 2013年『ドキドキ』 - 「まこぴードレスデザインコンテスト[236]」剣崎真琴が着用するステージ衣装のデザインの企画。最優秀作品受賞者には実際に衣装を制作してプレゼントされた。
- 2014年の『ハピネス』から2016年の『魔法つかい』までは講談社幼児誌の協賛とは別に小学生以下の視聴者からプリキュアのイラストを募集し、採用作品を番組エンドカード（『魔法つかい』前期まで）、データ放送、朝日放送の番組サイトなどで紹介している。
- 2016年10月『映画魔法つかい』 - 映画作品では初めての参加企画として、みらい・リコ・モフルンが着る洋服のデザインコンテストを実施、グランプリ作品が劇中に登場した[239]。また各部門賞に入選した作品もエンドクレジット及び映画公式サイトで発表され、『なかよし』等の雑誌賞やプリティストア賞、Loppi賞に選ばれた作品は誌面に登場またはグッズ化された。
- 2017年10月『映画アラモード』 - 前年に続く形で、映画に登場するオリジナルのアニマルスイーツのデザインコンテストを実施、グランプリ作品が劇中に登場する。
- 2022年9月『デリシャスパーティ』 - オリジナルのレシピッピをInstagramで募集する「#オリジナルレシピッピキャンペーン」を開催[240]。選ばれた作品は最終話にて登場している[241]。
- 2024年『わんだふる』 - 「あなたのおうちの わんだふる♥」と題して、視聴者の家庭で飼っているペットの写真を募集、ミニコーナーで紹介する[242]。

### オフィシャルショップ
オリジナル商品を始めとするシリーズのキャラクター商品を取り扱う専門店として、「プリキュア プリティストア」を2011年7月15日に東京駅構内の東京駅一番街にある東京キャラクターストリートにて開店しており、2024年2月時点で常設4店舗のほか、各地での期間限定店舗やオンラインショップで展開を行っている。

### スタンプラリー
映画の公開記念として鉄道会社（大手私鉄・地下鉄）や商業施設・コンビニエンスストアでスタンプラリーやクイズラリーが開催されている。詳細を以下に挙げる。
関東地区の鉄道では2005年12月から2006年1月の冬休み期間中に、東京急行電鉄（現・東急電鉄）が『映画Max Heart2』公開記念として開催し、その後2008年の夏休み期間中にも『映画GoGo!』のスタンプラリーを開催。2009年の『映画フレッシュ』から2012年の『映画スマイル』までと2018年の『HUGっと』では西武鉄道が夏休み期間中に「スマイルスタンプラリー」として開催。2010年の『映画ハートキャッチ』から2015年の『映画Go!プリンセス』までは横浜市営地下鉄が『DX3』以降のオールスターズシリーズを含め、映画公開に合わせる形で開催。また、東京メトロが2013年の『映画ドキドキ』から2015年の『映画Go!プリンセス』までは夏休み期間中に、2016年の『映画魔法つかい』は映画公開前の10月にスタンプラリーを開催していた。さらに2017年の『映画アラモード』では京浜急行電鉄においてスタンプラリーを開催している。2019年の『映画スター☆トゥインクル』では東急電鉄が復帰するとともに、携帯電話・スマートフォンを使った「モバイルスタンプラリー」として実施している。また、2022年の『映画デリシャスパーティ』では再び西武鉄道がスタンプラリーを行っている。
関西地区の鉄道では2007年の『映画5』2011年の『映画スイート』まで、阪急阪神東宝グループの鉄道各社（阪急電鉄・阪神電気鉄道・能勢電鉄）にて夏休み期間中にシリーズ作品のスタンプラリーが行われていた。ほかに2017年の『ドリームスターズ!』では京都市営地下鉄（京都市交通局）が桜スタンプラリーと銘打って開催している。
関東・関西地区以外の鉄道でも行われており、2014年から2019年および2021年までは前述の「KHBプリキュアショップ」「プリティストア仙台出張店」営業に合わせて仙台市地下鉄でもスタンプラリーを実施していた。
店舗では2012年よりイオングループ各社（イオン、ミニストップ、ワーナー・マイカル・シネマズ→イオンエンターテイメント（イオンシネマ））とローソンが共同でスタンプラリーキャンペーンを行っている。当初はクロスオーバー映画とレギュラー映画双方で開催されていたが、2015年以降はレギュラー映画のみの開催となり、2016年は実施店舗がローソンのみとなる。また、イオンシネマでは映画公開時にクイズラリーが開催されている。また、2017年春の『ドリームスターズ!』ではプリキュア プリティストアのあるあべのキューズモールとあべのアポロ（きんえい）、天王寺動物園の阿倍野・天王寺地区3施設合同によるクイズラリーを、2018年春の『スーパースターズ!』ではヨドバシ梅田（ヨドバシカメラ）にてQRコードを用いたモバイルスタンプラリーをそれぞれ開催している。

### リゾートホテル
長野県北佐久郡立科町にあるリゾートホテル・白樺リゾート池の平ホテルには、10歳未満の子供連れの家族向けのためのキャラクタールームとして「プリキュアルーム」を同施設の東館1階、アネックス館7階などにそれぞれ設置しており、部屋に持ち帰り可能なお楽しみグッズが入ったバッグが置かれている。また、お泊りプランも付いており同ルームにボウリング、室内温水プール、ポタスノーランド、『白樺リゾート池の平ファミリーランド』のフリーパス券、プリキュア衣装が各々特典としてセットで販売されている。なお、2021年4月1日以降は、客室まではバスと徒歩での移動となっており、プリキュア号が運行されている。

### 展示・アトラクションなどのイベント
前述のキャラクターショーやライブイベントとは別に、各作品に関するイベントが行われる。主にアジア太平洋トレードセンター（大阪市住之江区）やサンシャインシティワールドインポートマート展示ホールA（東京都豊島区）、JOYPOLIS特別イベントスペース（東京都港区、デックス東京ビーチアイランドモール5階内）などが会場として使われ、作品に関する各種展示を始め、アトラクションやプリキュアの着ぐるみによるステージショーなどが行われる。
2023年にはシリーズ20周年を記念し、シリーズとして初めて歴代全作品を網羅した『全プリキュア展 〜20th Anniversary Memories〜』が2月1日 - 19日の東京開催（サンシャインシティワールドインポートマート展示ホールA）を皮切りに、4月27日 - 5月8日に名古屋（ウインクあいち6階展示場）、9月30日 - 10月15日に大阪（アジア太平洋トレードセンター〈大阪南港ATCホール、ホールA〉）、12月28日 - 2024年1月9日に横浜（パシフィコ横浜ノース）でそれぞれ開催され、歴代作品のコンセプト展示や主人公プリキュアの等身大フィギュアの展示、秘蔵資料や原画を展示するギャラリー、変身シーンを見ることができるシアターコーナーのほか、クリエイターとのコラボレーションとしてクリエイティブ・ディレクターの辻愛沙子がプロデュースしたエリアなどが設けられた。このほか、シリーズ20周年記念および「F」公開に関連して横浜市は東映アニメーション及び東映エージエンシーと連携協定を締結し、同市のにぎわい創出施策として『全プリキュアパレード2023』（2023年9月24日、日本丸メモリアルパーク、日本大通り、横浜中華街）や、「プリキュアARフォトラリー」（2023年11月27日 - 1月4日、横浜都心臨海部（横浜港大さん橋国際客船ターミナル、新港中央広場、山下公園ほか）が開催された。詳細は映画 プリキュアオールスターズF#横浜市とのタイアップを参照のこと。

#### 展示イベントのオークション
次世代の育成と社会課題解決を目的としたパルコは、前述の『全プリキュア展 〜20th Anniversary Memories〜』の展示物を出品するチャリティーオークションを同社展開のもと実施、2024年7月11日12時から同年8月29日11時59分頃まで入札受付が行われる。
20周年記念のコラボジュエリーや西陣織の帯など全21種のシリーズ20周年グッズのほか、全78種のプリキュアの設定画、展示会場にて展示された『ひろがるスカイ』のアンダーグ帝国の幹部たちが描かれた展示バナーをはじめとした全20種の設定画、会場周辺に掲示された全13種の街頭フラッグがそれぞれ出品され、入札したオークションの売上の一部は諸経費を除き「認定NPO法人全国こども食堂支援センター・むすびえ」に寄付される。